# Biserica de lemn din Anghelești, Vrancea

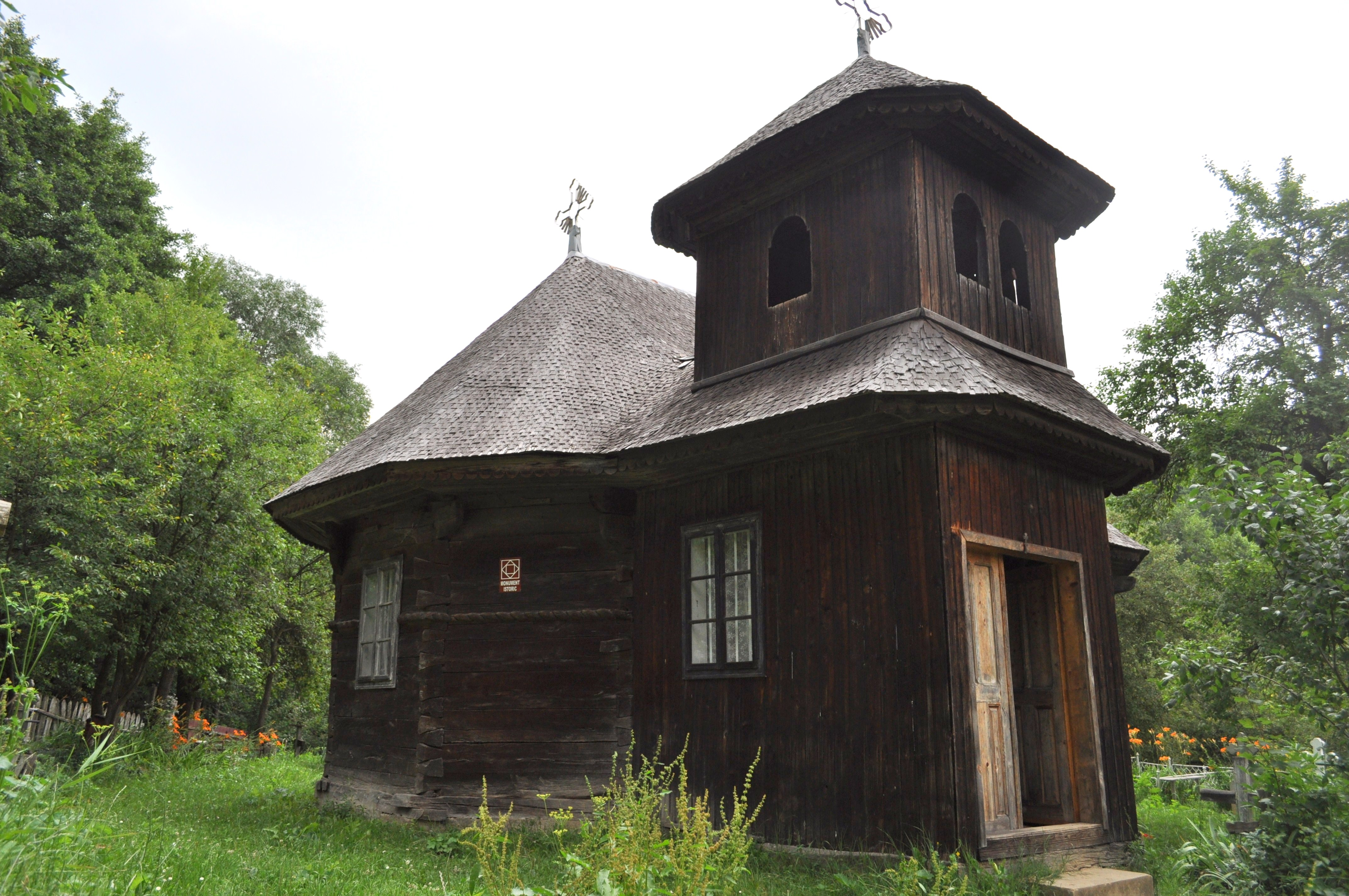
Biserica de lemn „Sfântul Nicolae” din Anghelești, comuna Ruginești, județul Vrancea, foto: iulie 2011.

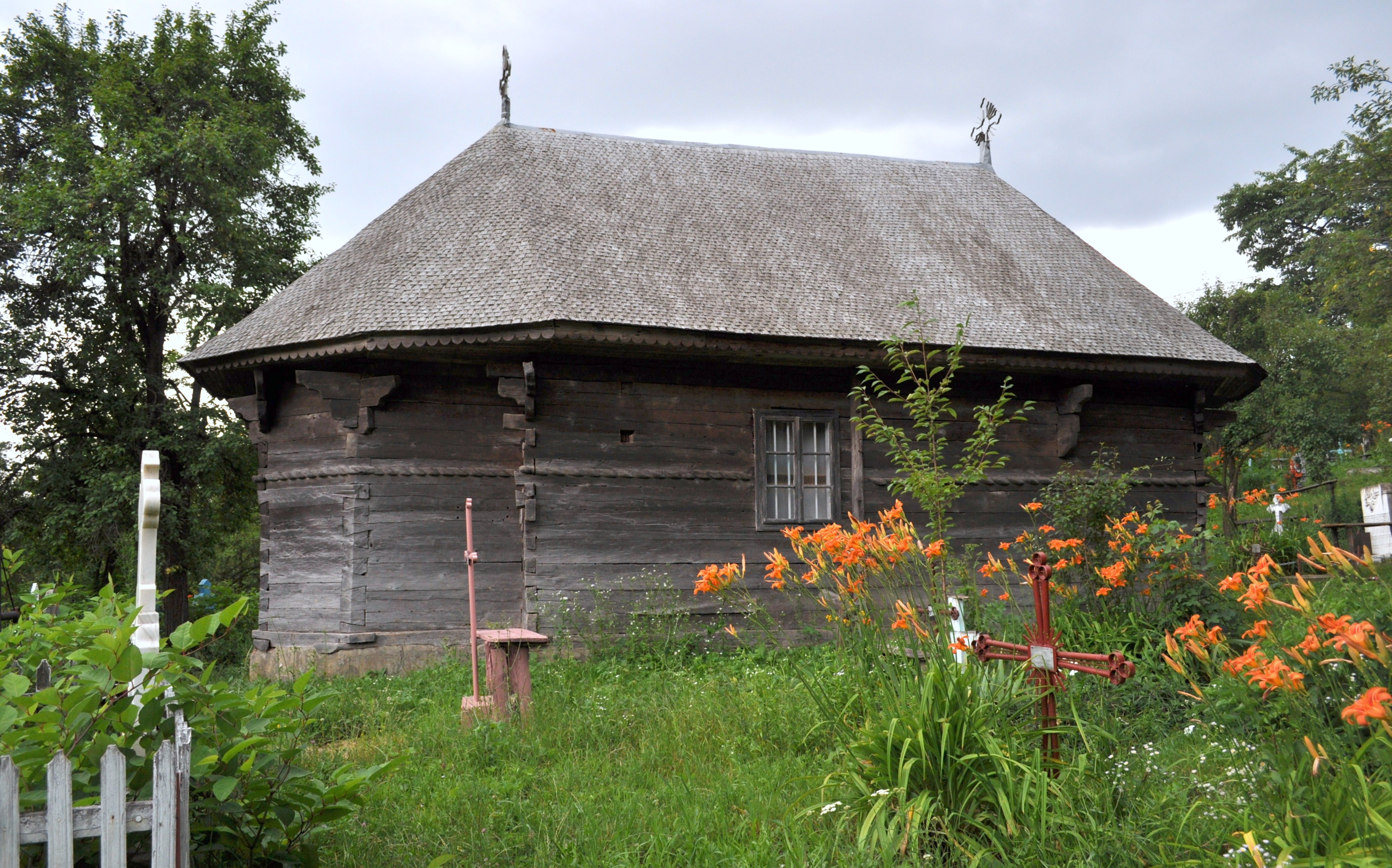
Biserica (nord-est)

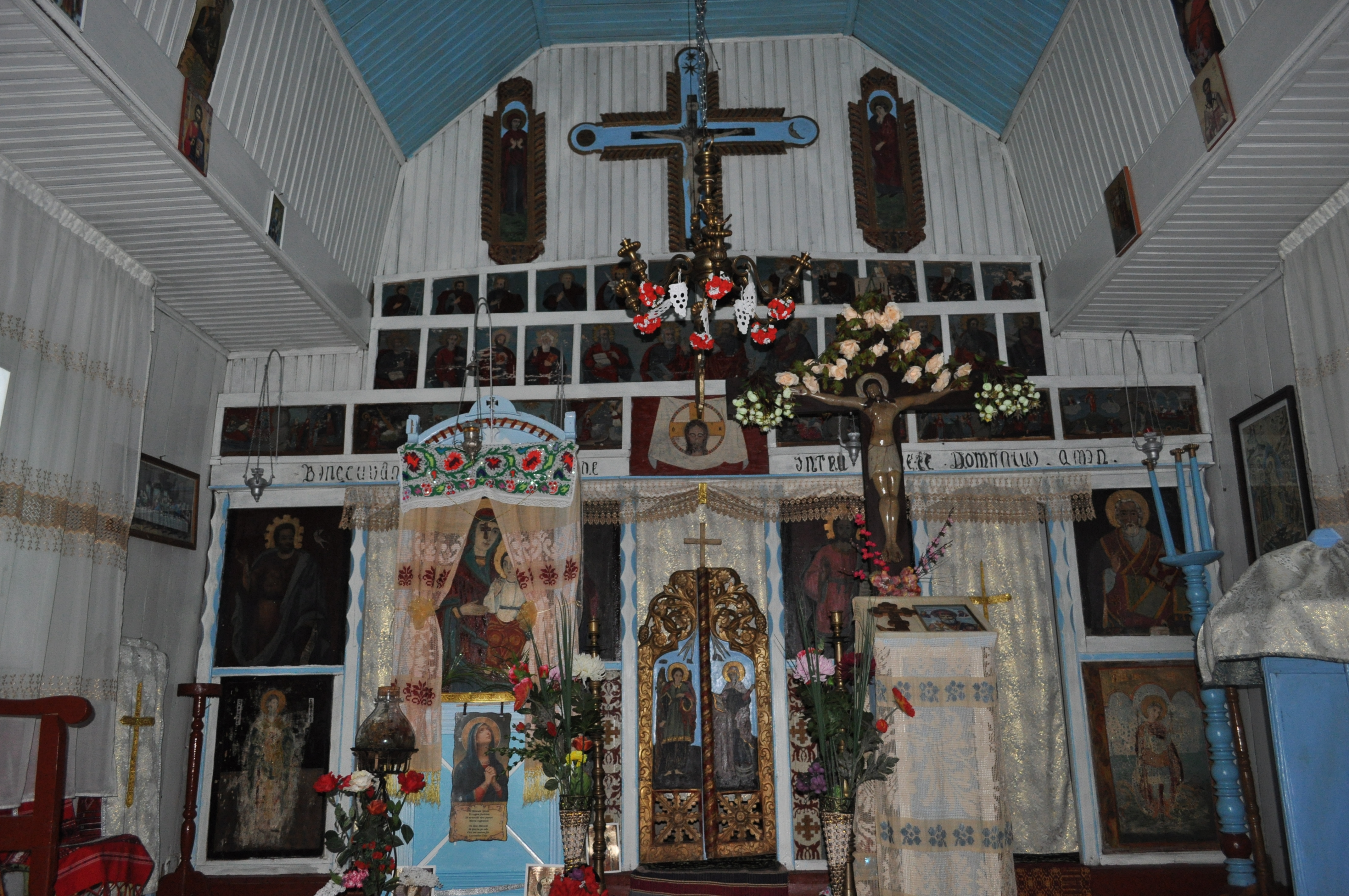
Interiorul navei

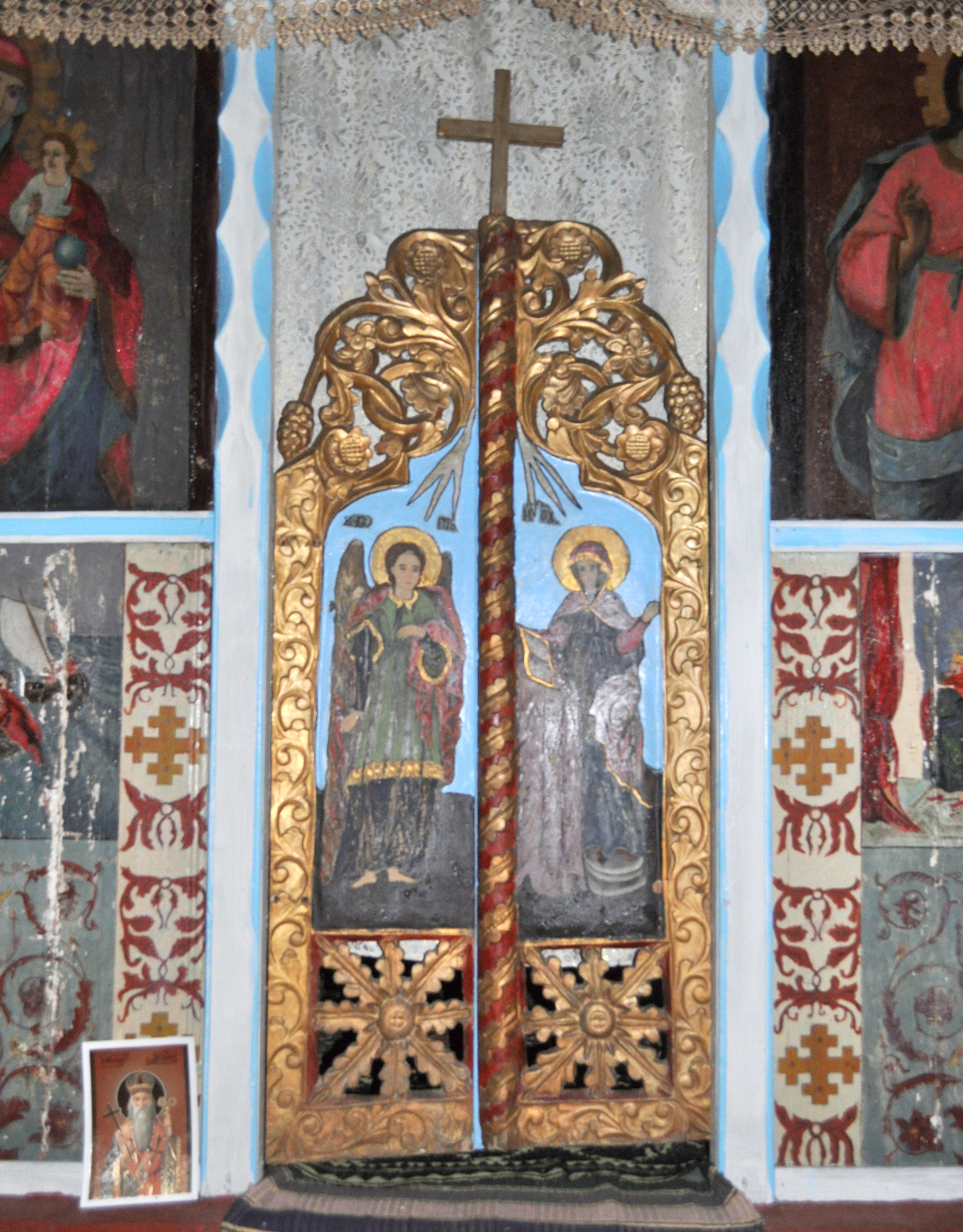
Ușile împărătești

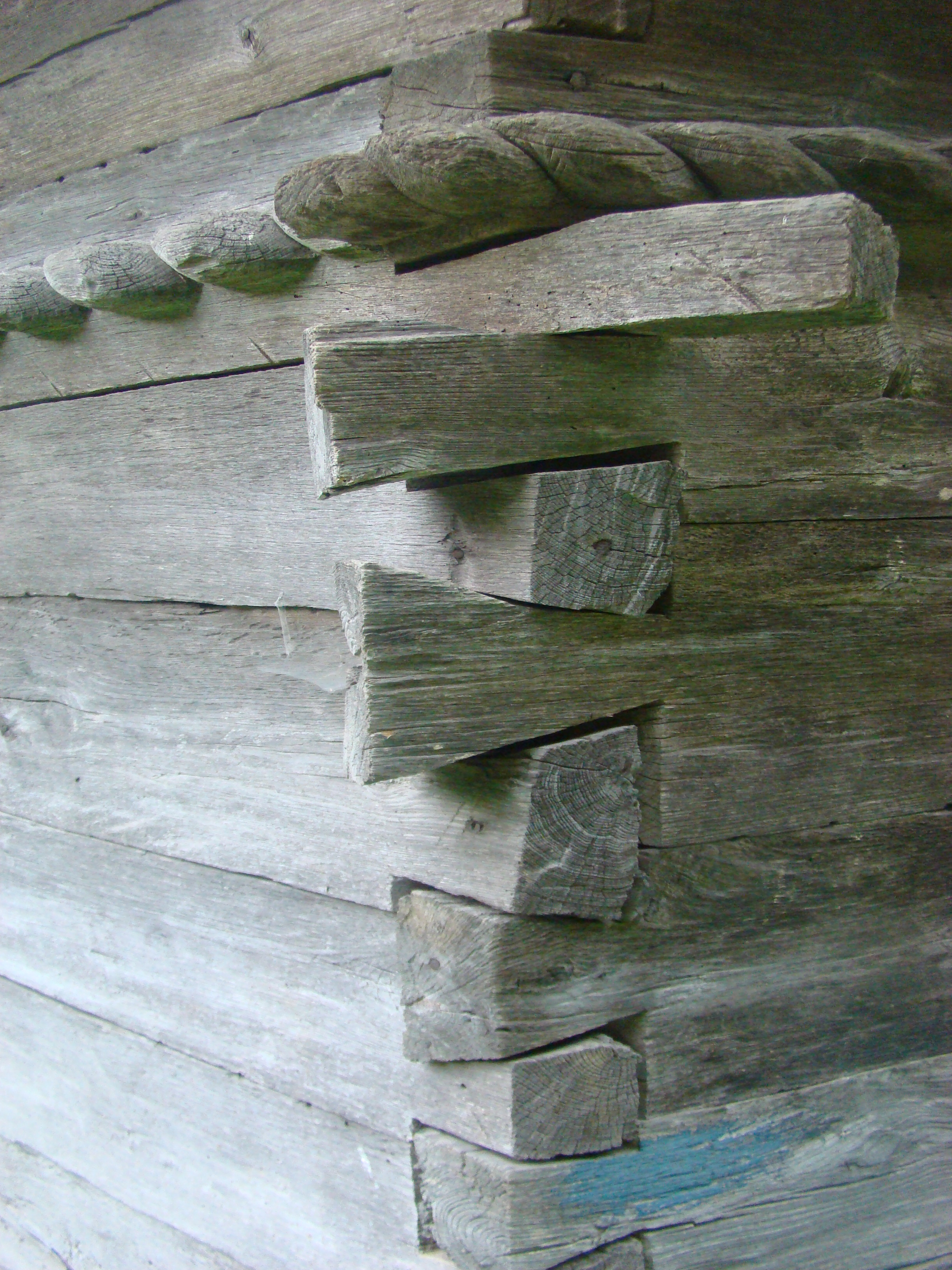
Cheotori și brâu în torsadă

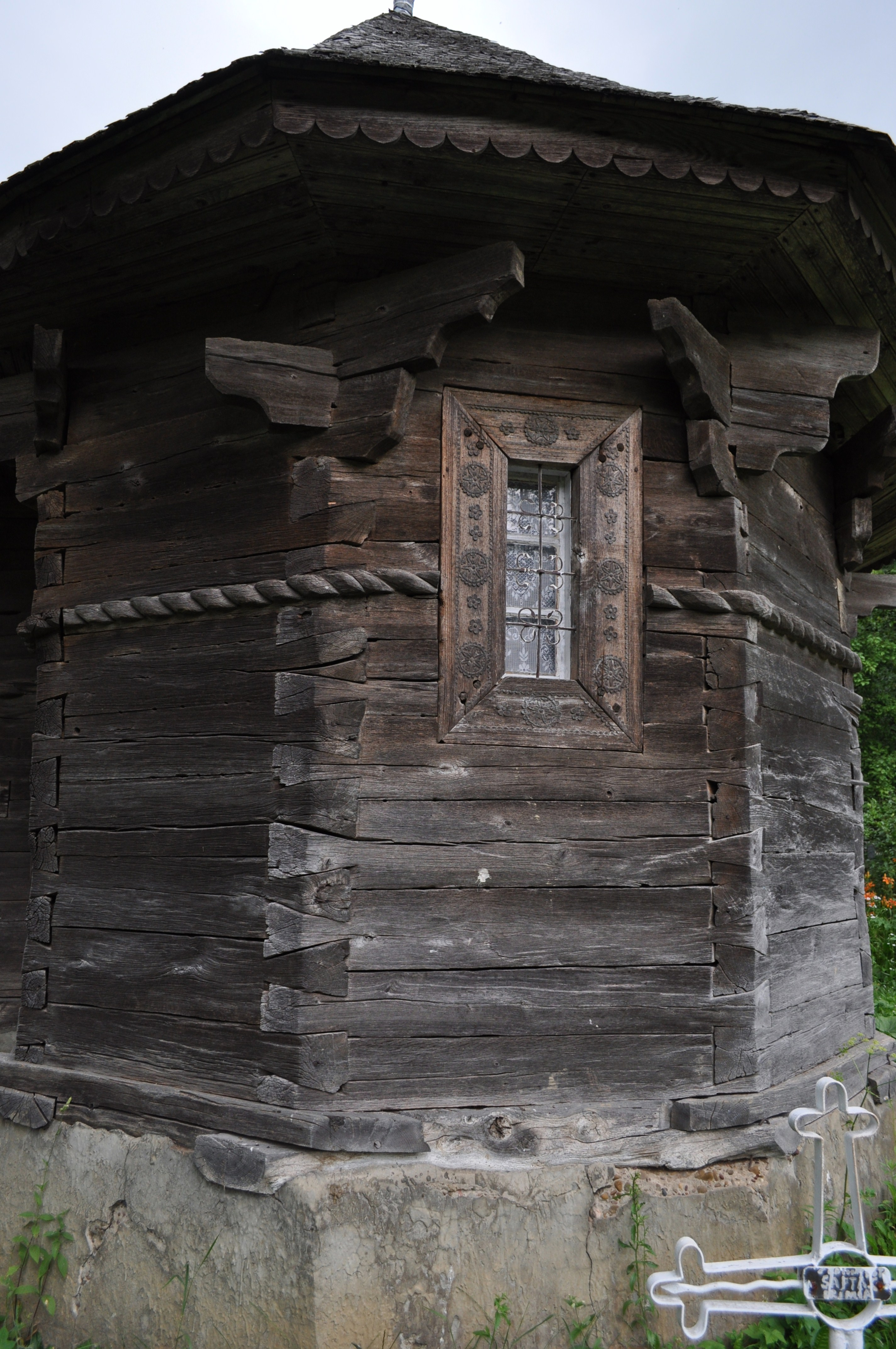
Absida altarului

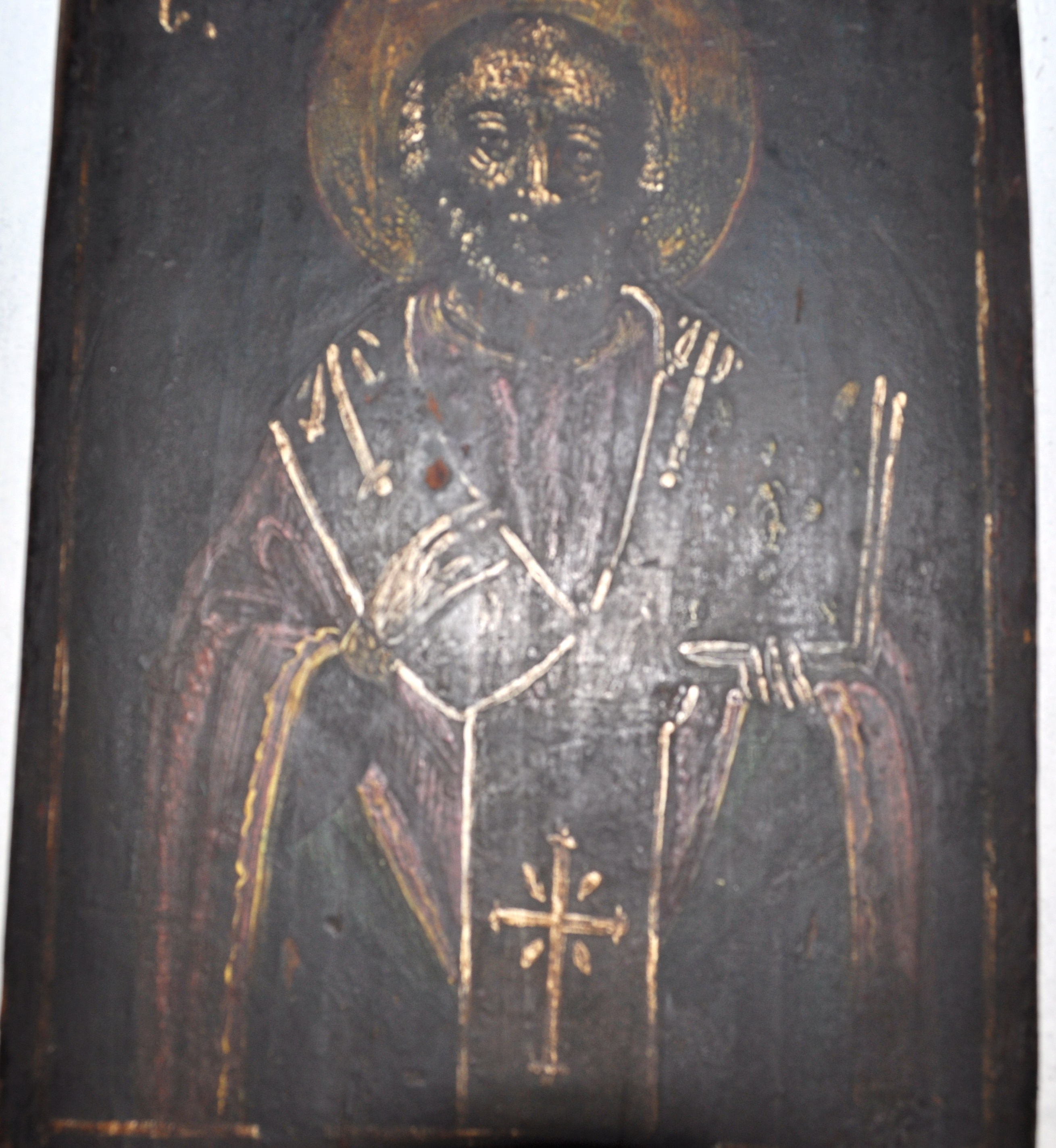
Sfântul Nicolae

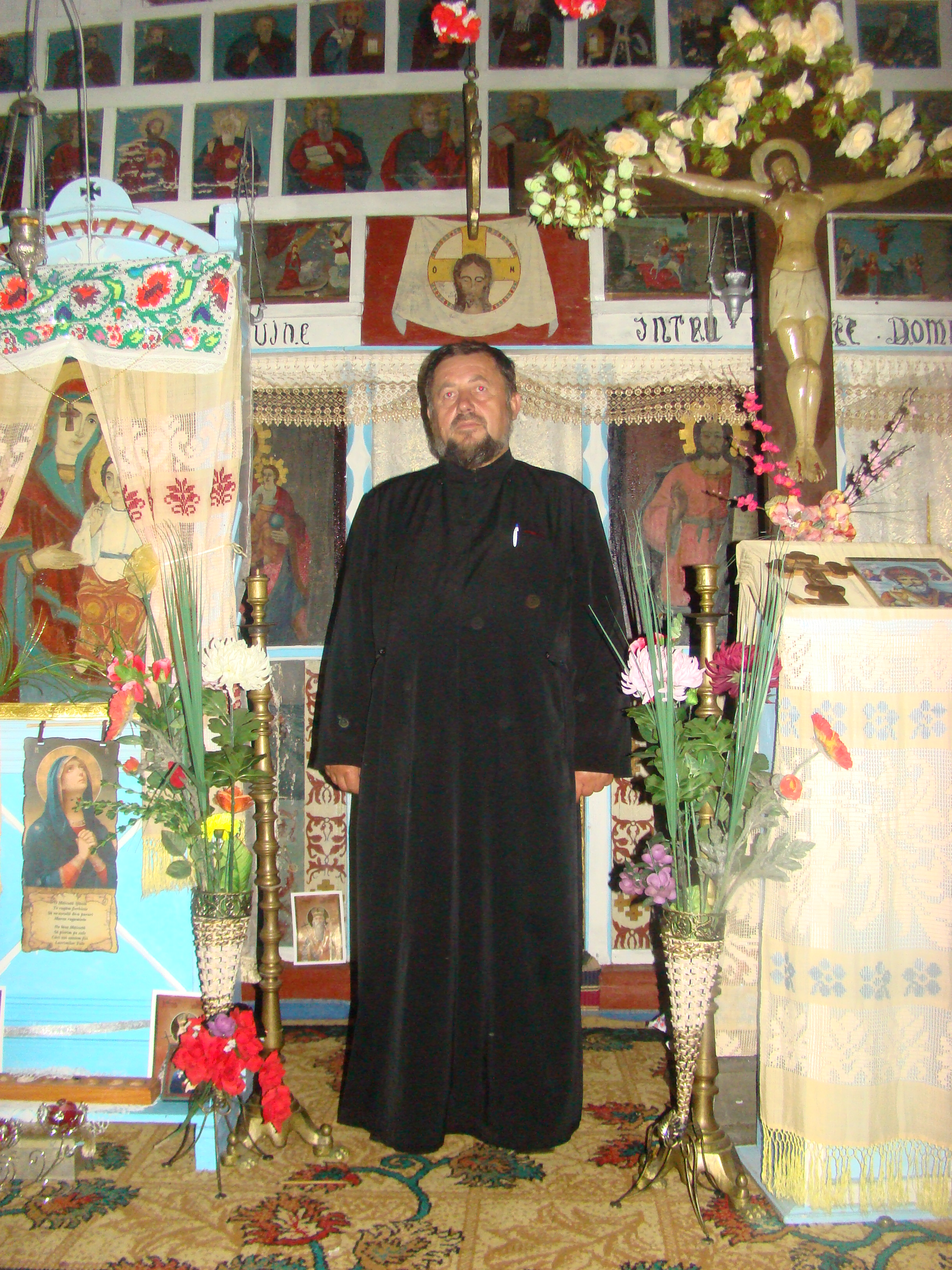
preotul Ioan Necula

Biserica de lemn din Anghelești, comuna Ruginești, județul Vrancea a fost ridicată în 1757. Figurează pe Lista Monumentelor Istorice din anul 2010 cod LMI VN-II-m-B-06495.

## Istoric și trăsături
Biserica „Sfântul Nicolae” cunoscută și sub numele Schitul Anghelești sau Schitul Călugăresc, a fost înălțată în satul cu același nume, în prima jumătate al secolului XVIII, în timpul domniei lui Scarlat Grigore Ghica. 
Cu timpul, schitul a fost desființat și așezământul a devenit biserică parohială. Fiind o construcție de lemn, edificiul poartă marca scurgerii timpului. Situată într-o zonă mai puțin studiată, așezământul este reprezentativ pentru arta religioasă din această zonă a fostului județ Putna și prezintă elemente caracteristice ale artei populare și arhitecturii românești din secolul al XVII-lea. Din pisania bisericii, săpată pe ancadramentul ușii, descoperim data unei rectitori a așezământului în timpul domnitorului Scarlat Grigore Ghica, pe la jumătatea secolului al XVIII-lea. Aflată la 8 km de Adjud, biserica monument istoric de la Anghelești  se numără printre cele mai vechi biserici de lemn din Vrancea și este una din construcțiile reprezentative de pe Valea Domoșiței și din sudul Moldovei. 
Planul   bisericii este în formă de navă, având pronaosul absidat și altarul decroșat. S-a folosit o tehnică constructivă străveche, cea a îmbinării pereților ’’în coadă de rândunică’’, legându-se între ei cu o serie de grinzi.
Este o construcție de mici dimensiuni, căreia i s-a adăugat un pridvor din scânduri, cu acces de pe latura sudică, pe care s-a amplasat turnul clopotniță.
Interiorul este înfrumusețat de icoanele catapetesmei, pictate mai târziu, iar calitățile arhitecturale sunt puse în valoare de decorația fațadelor, dar și de bârnele fasonate sub forma unor aripi.      

## Imagini din exterior

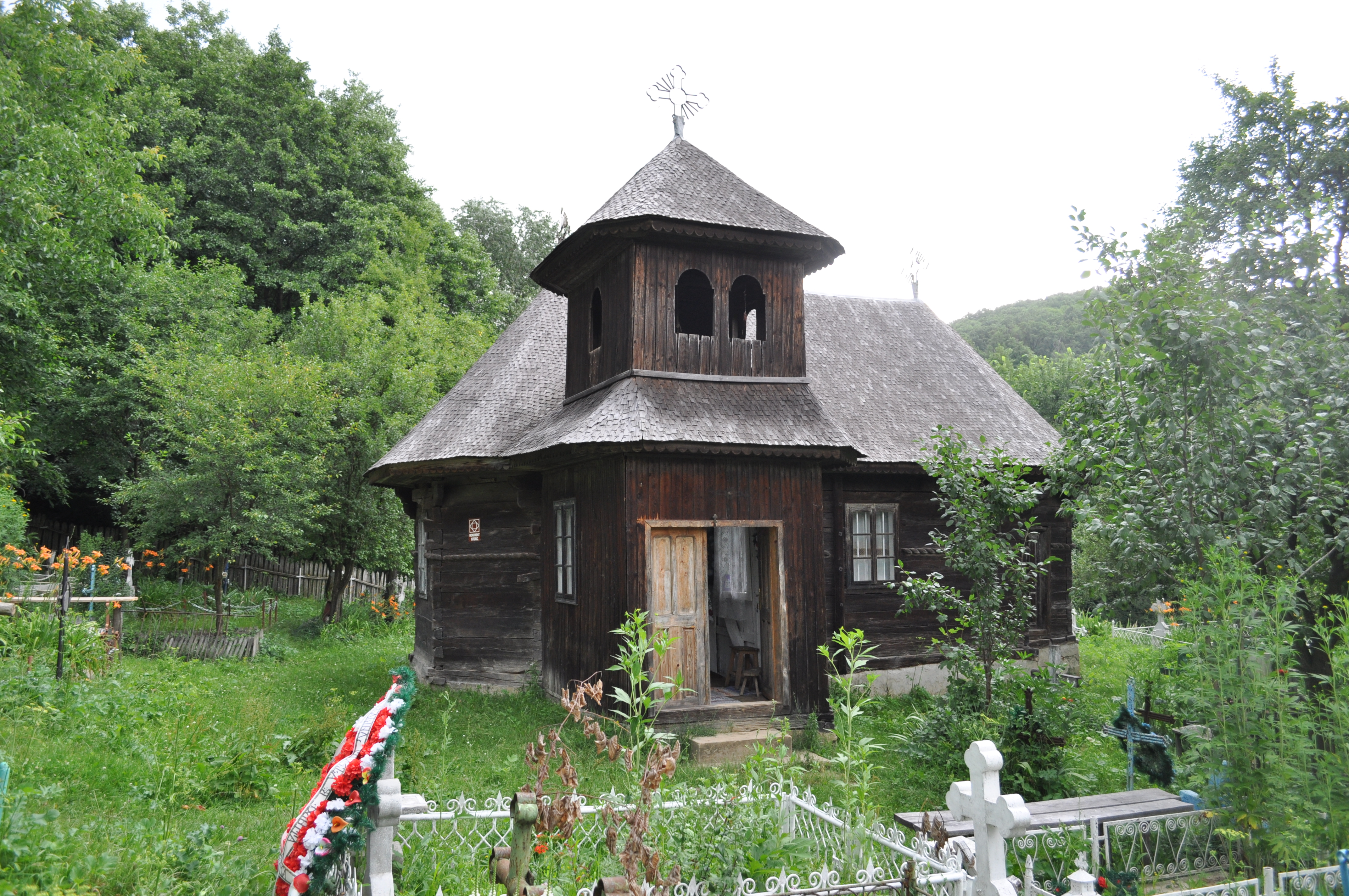
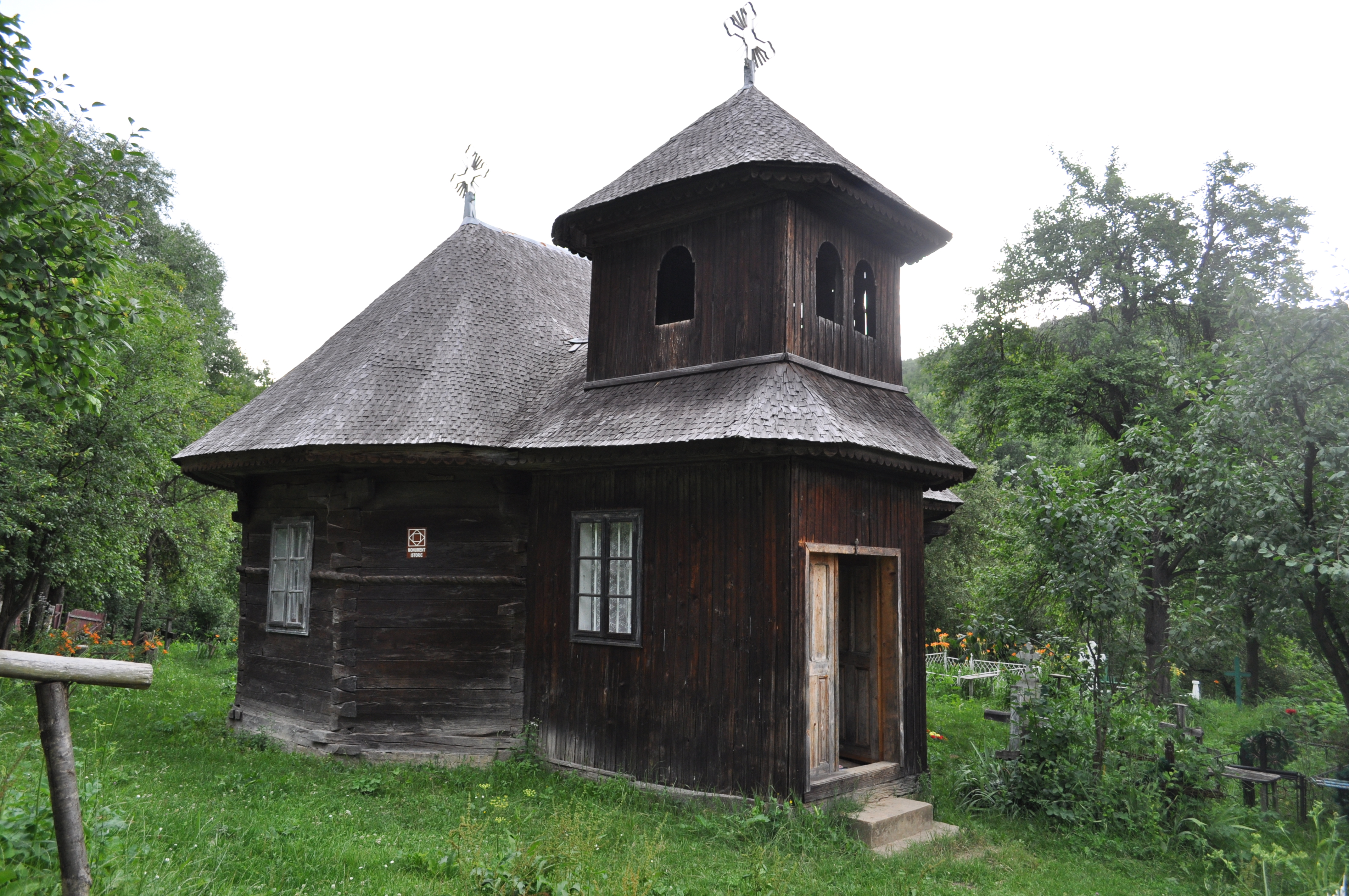
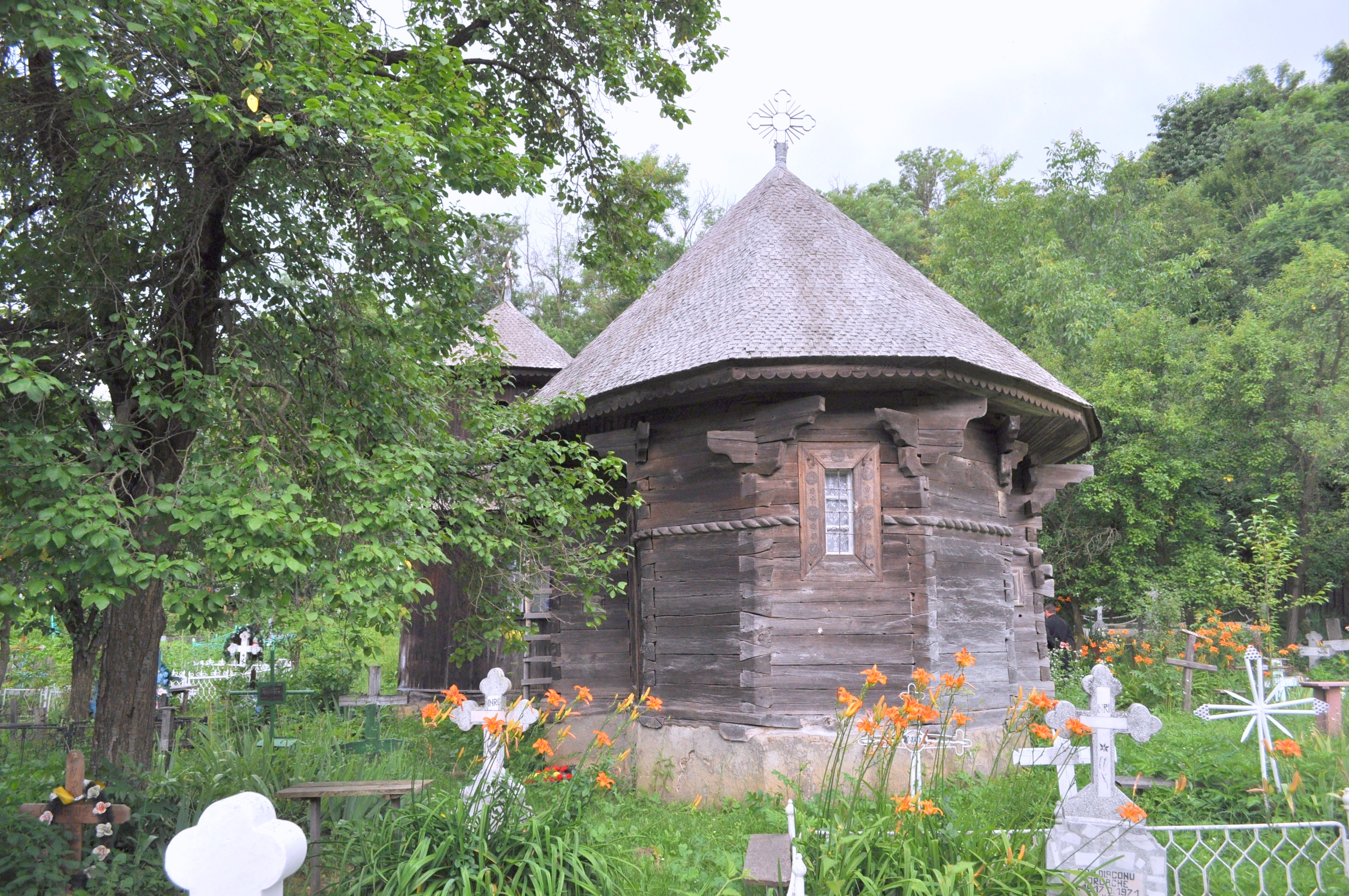
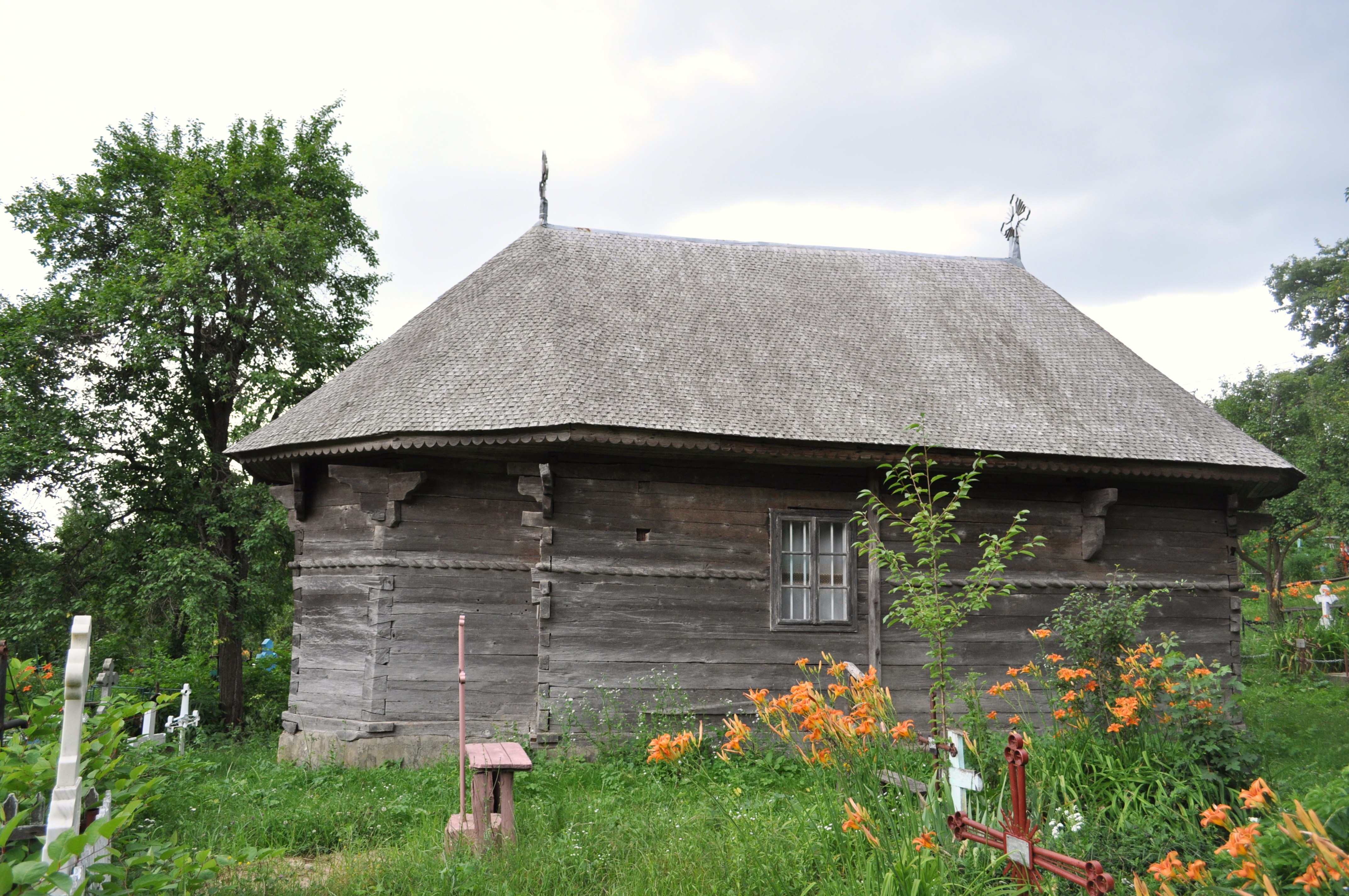
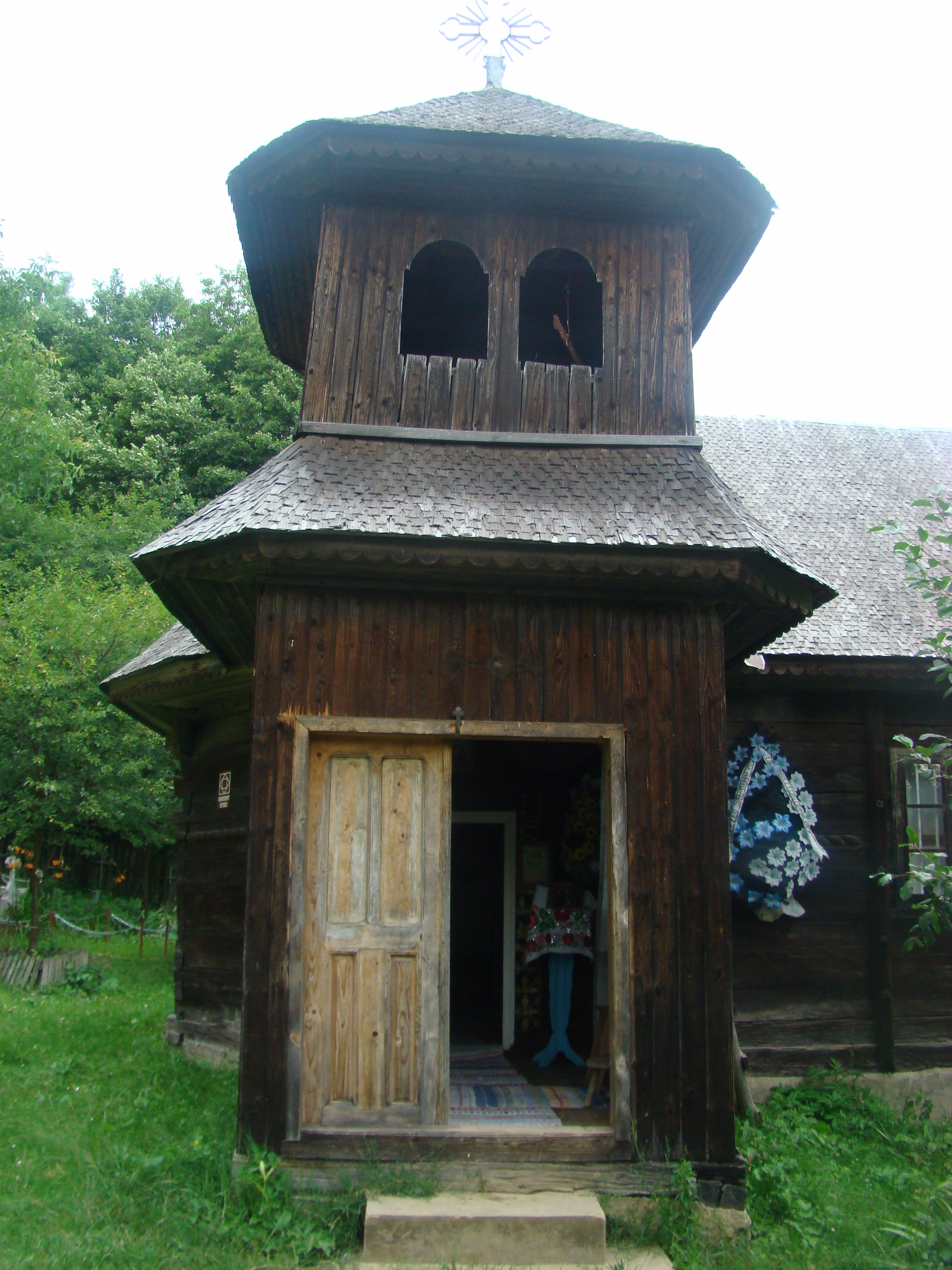
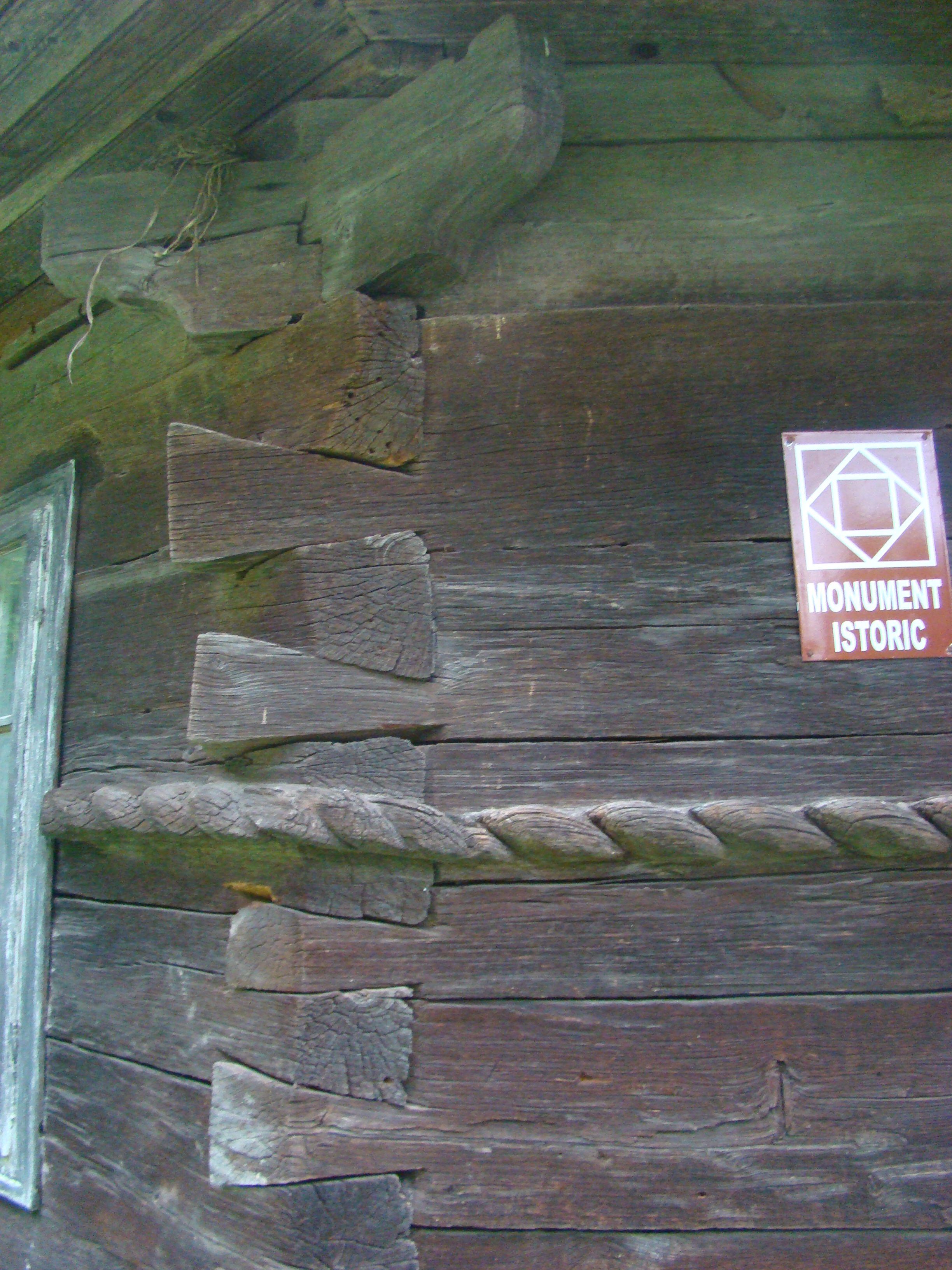
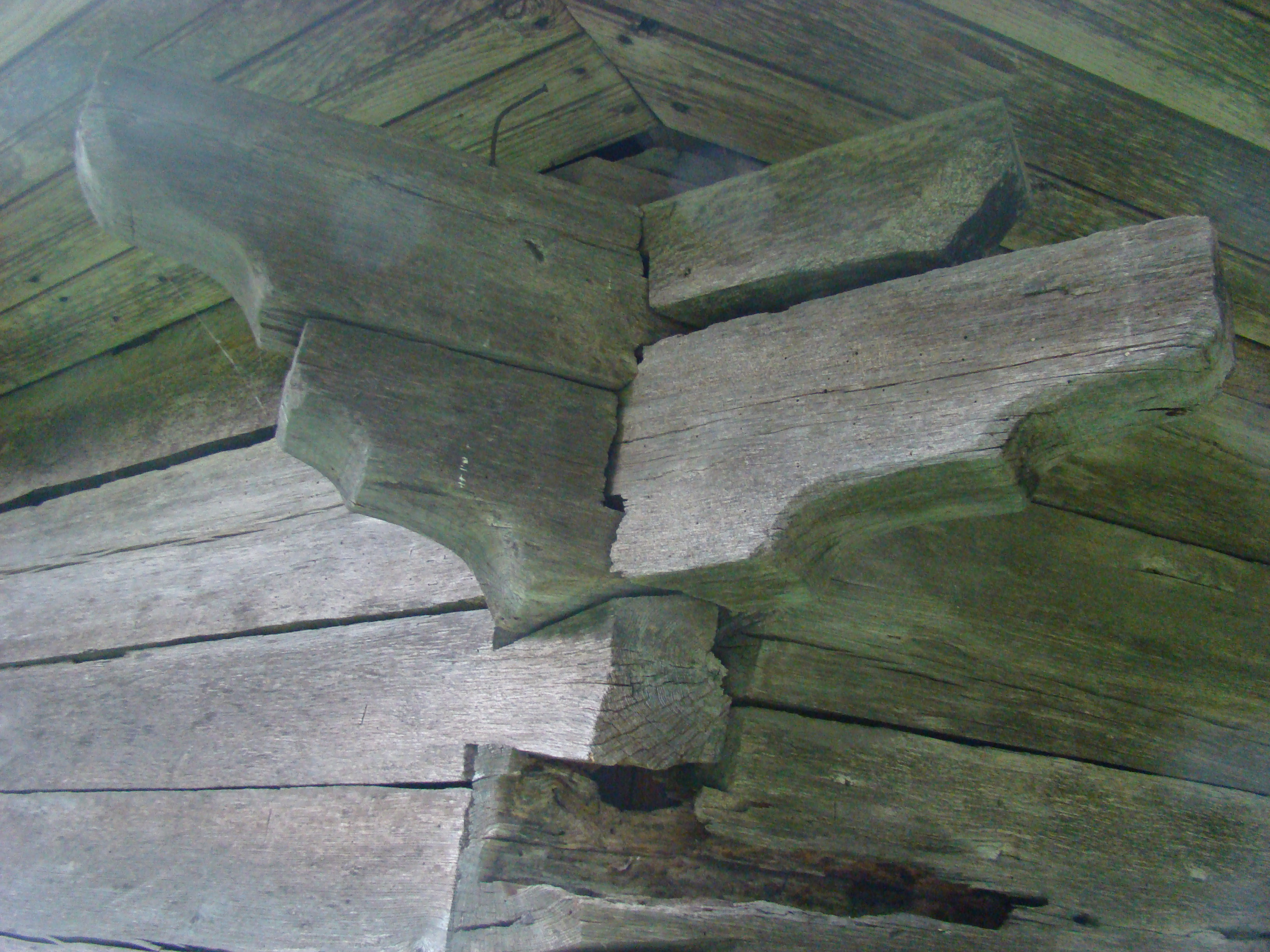
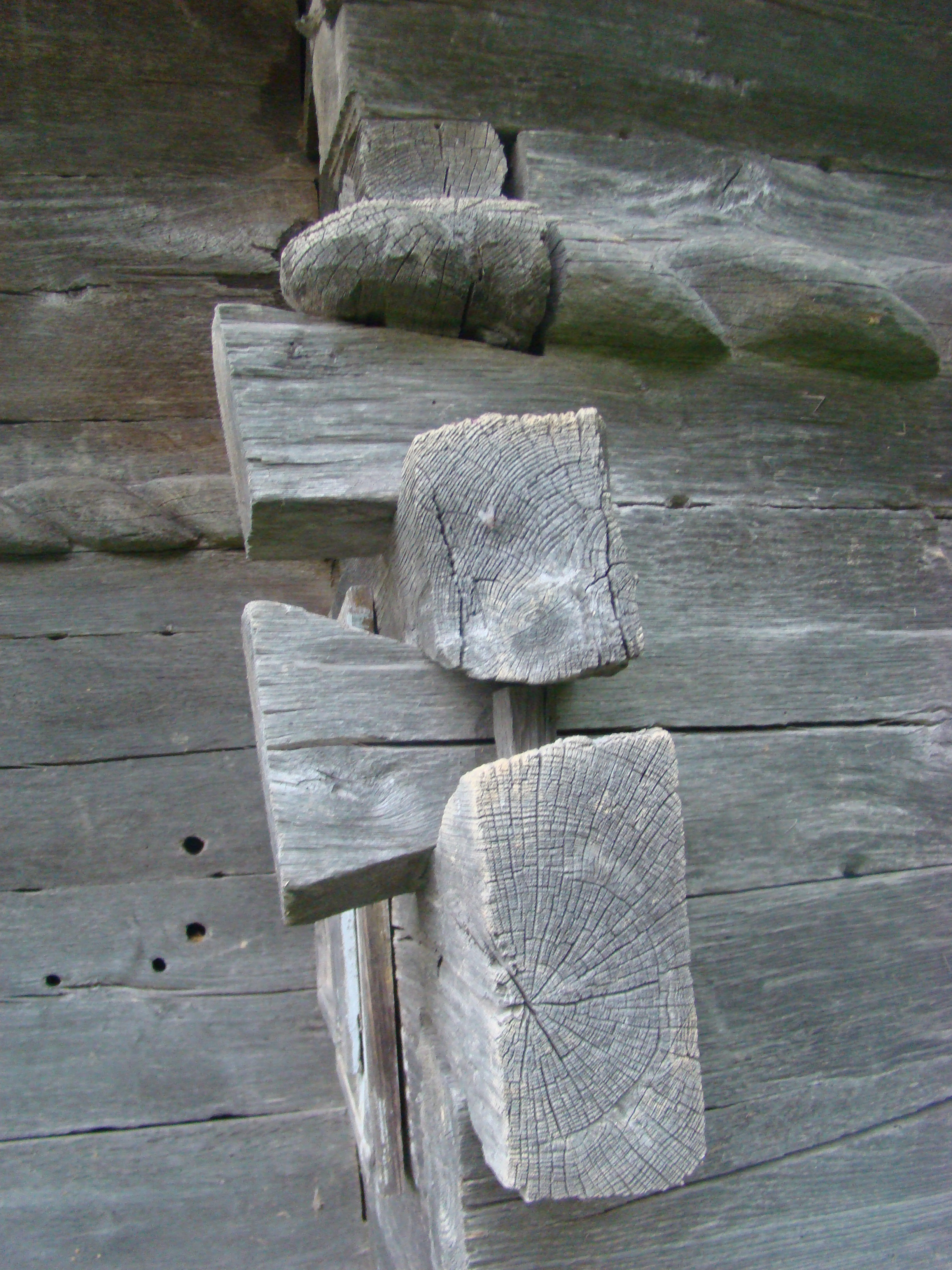
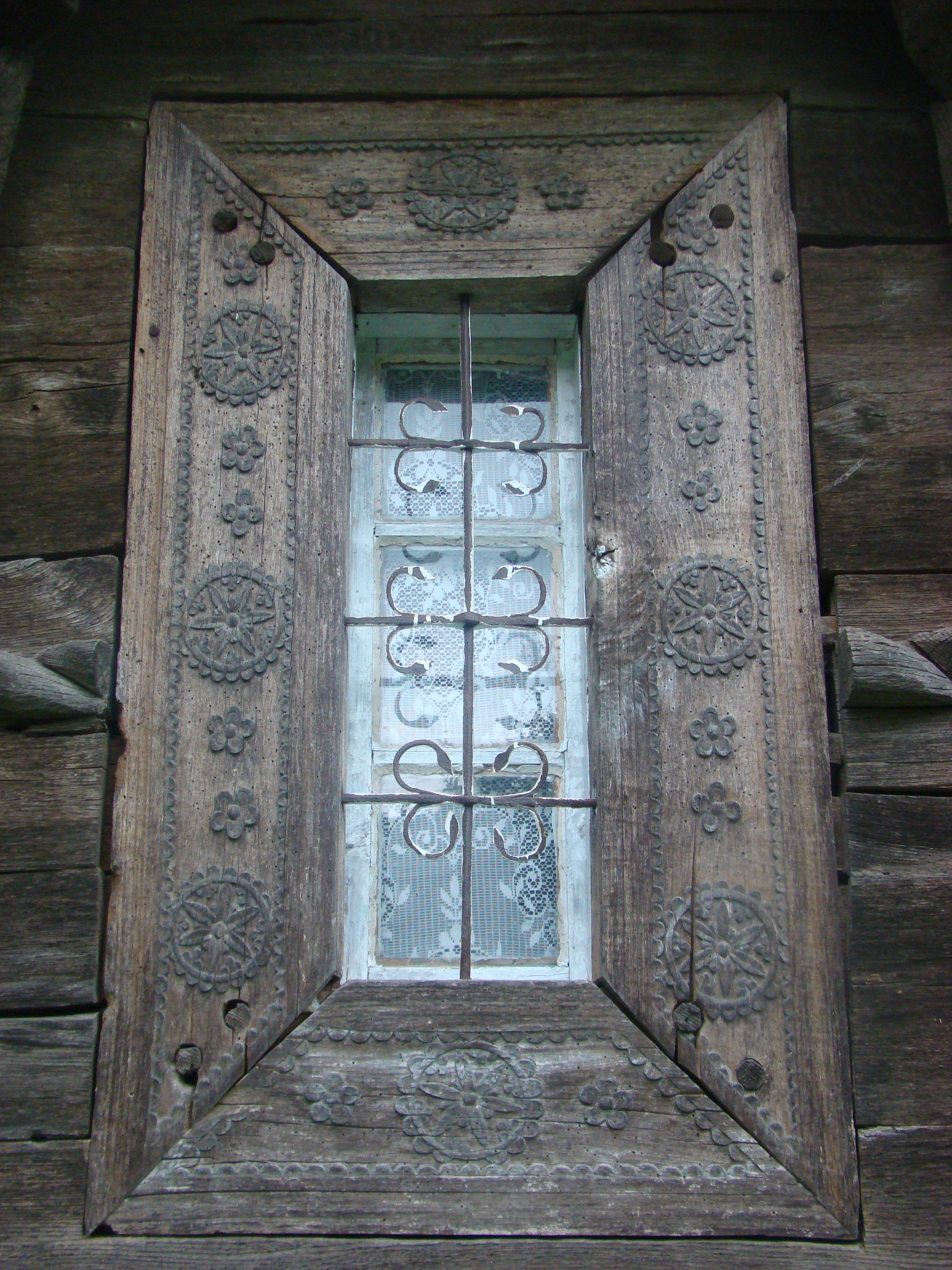
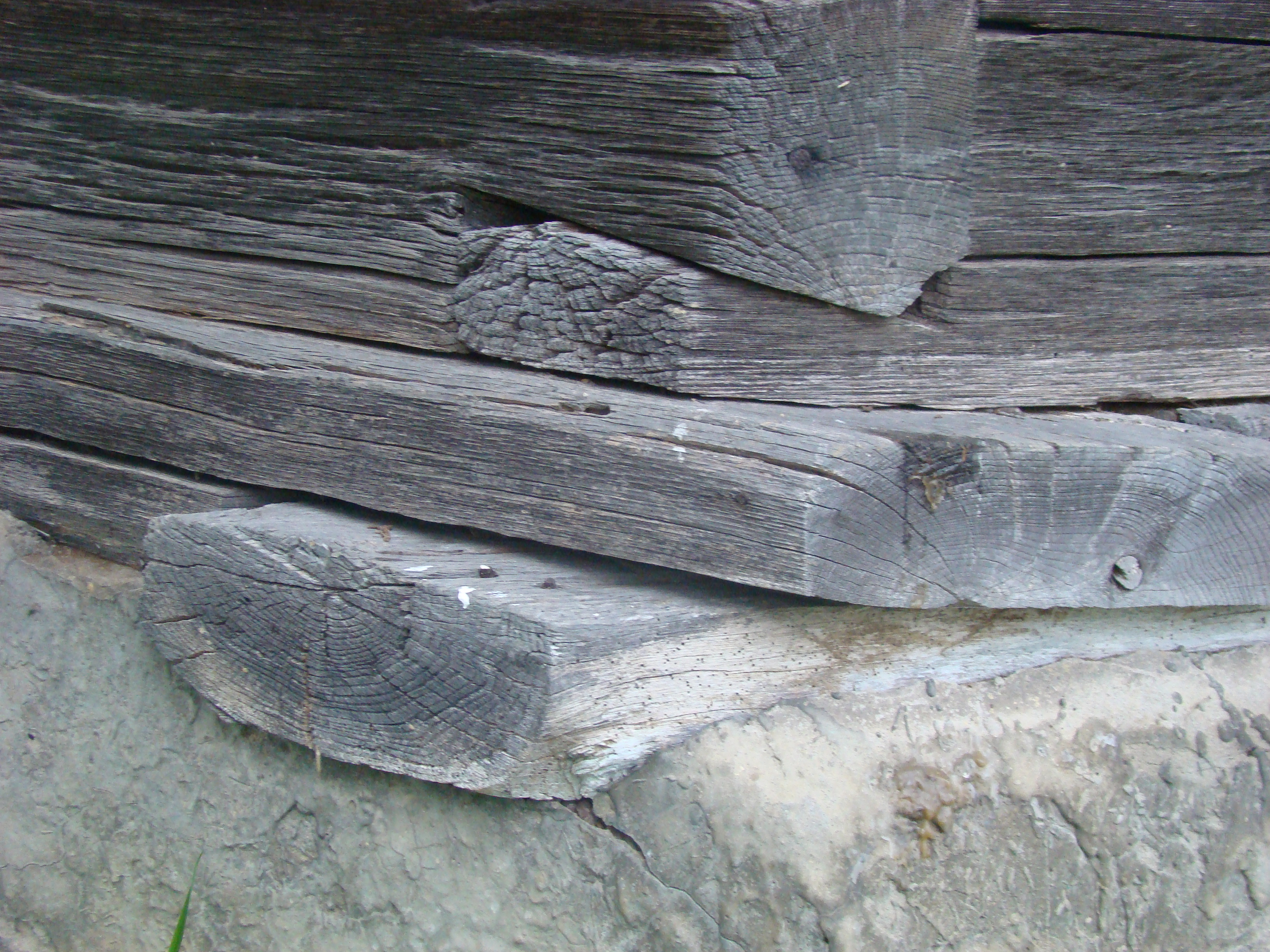
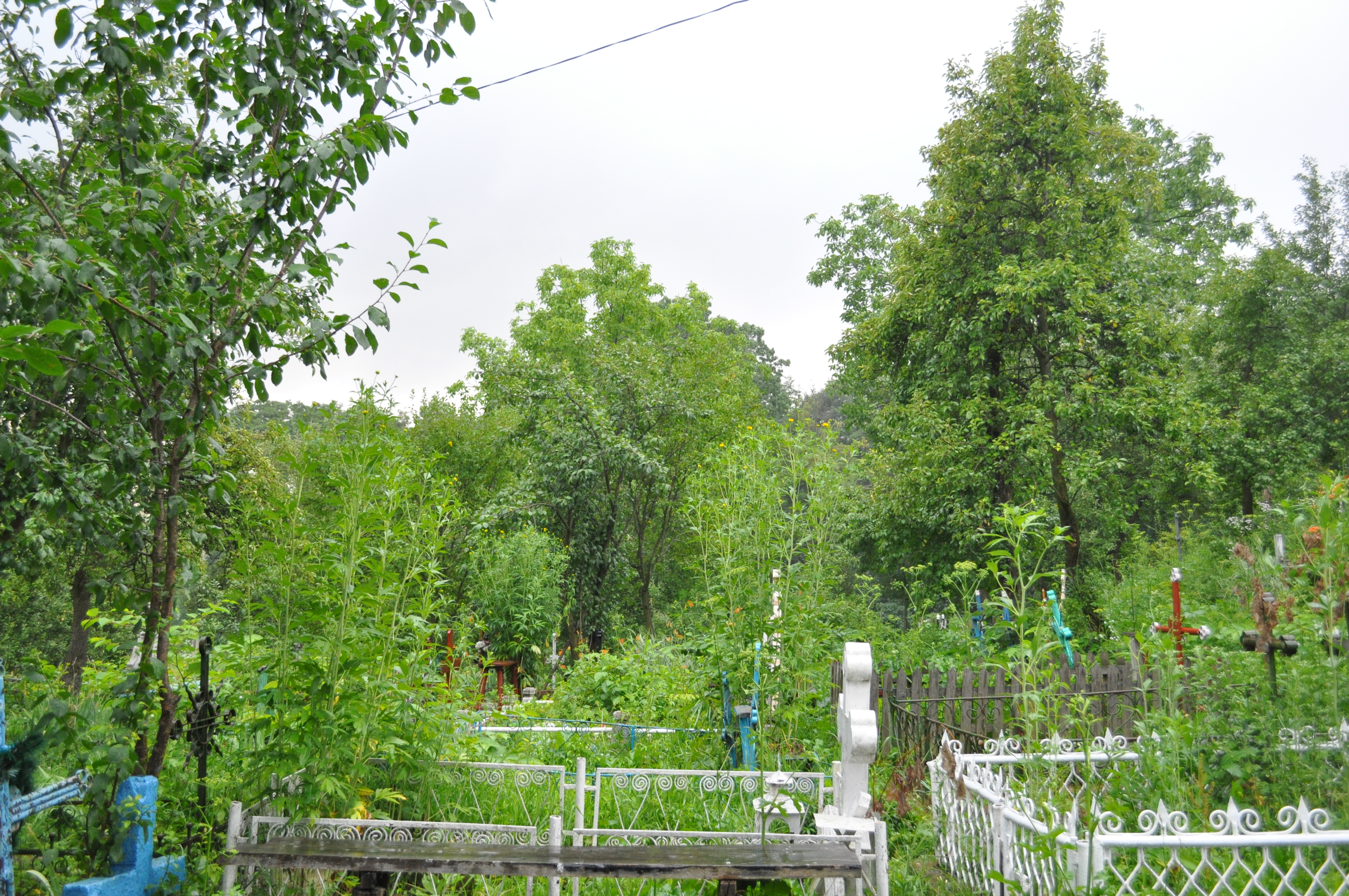

## Imagini din interior

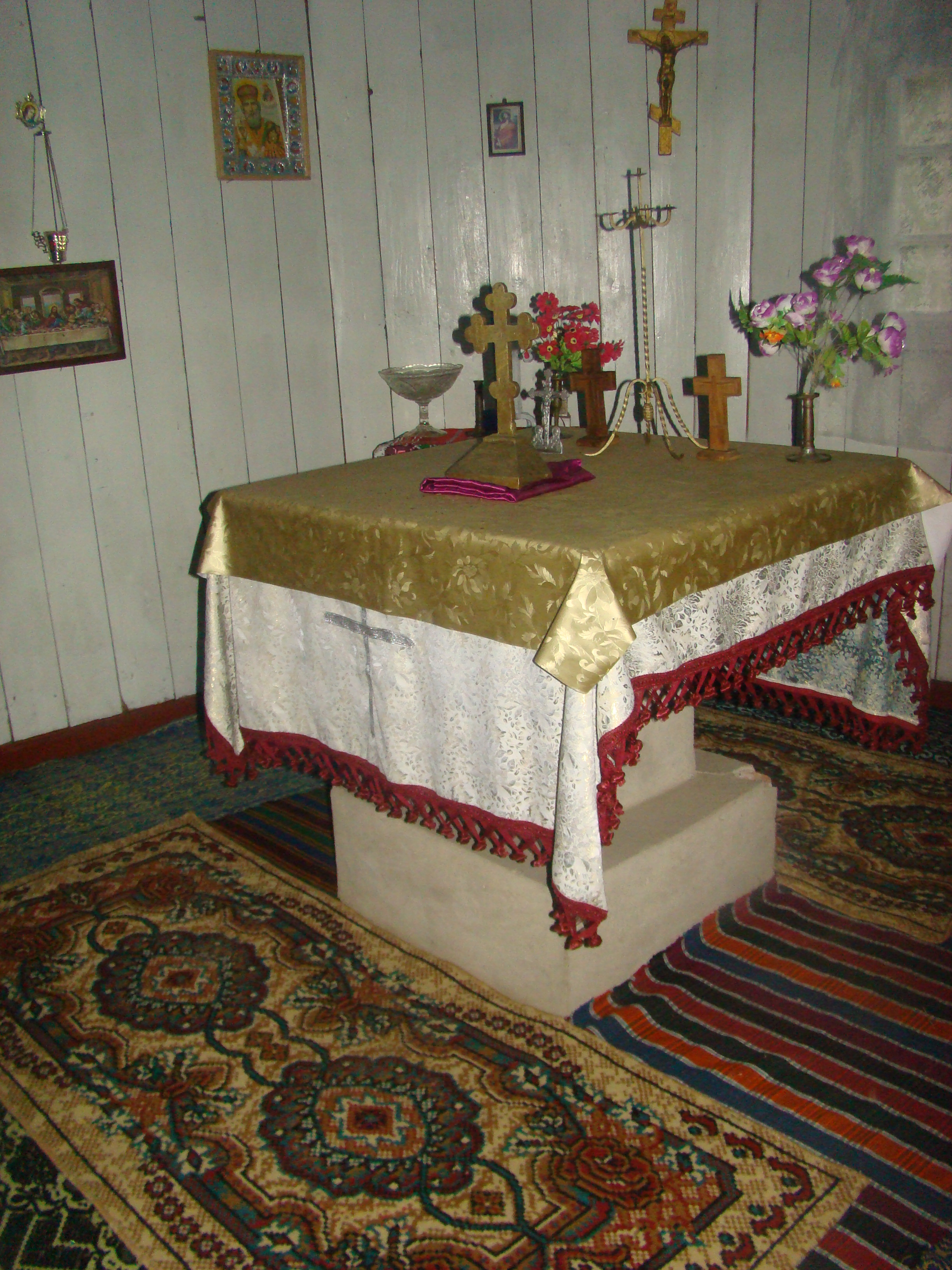
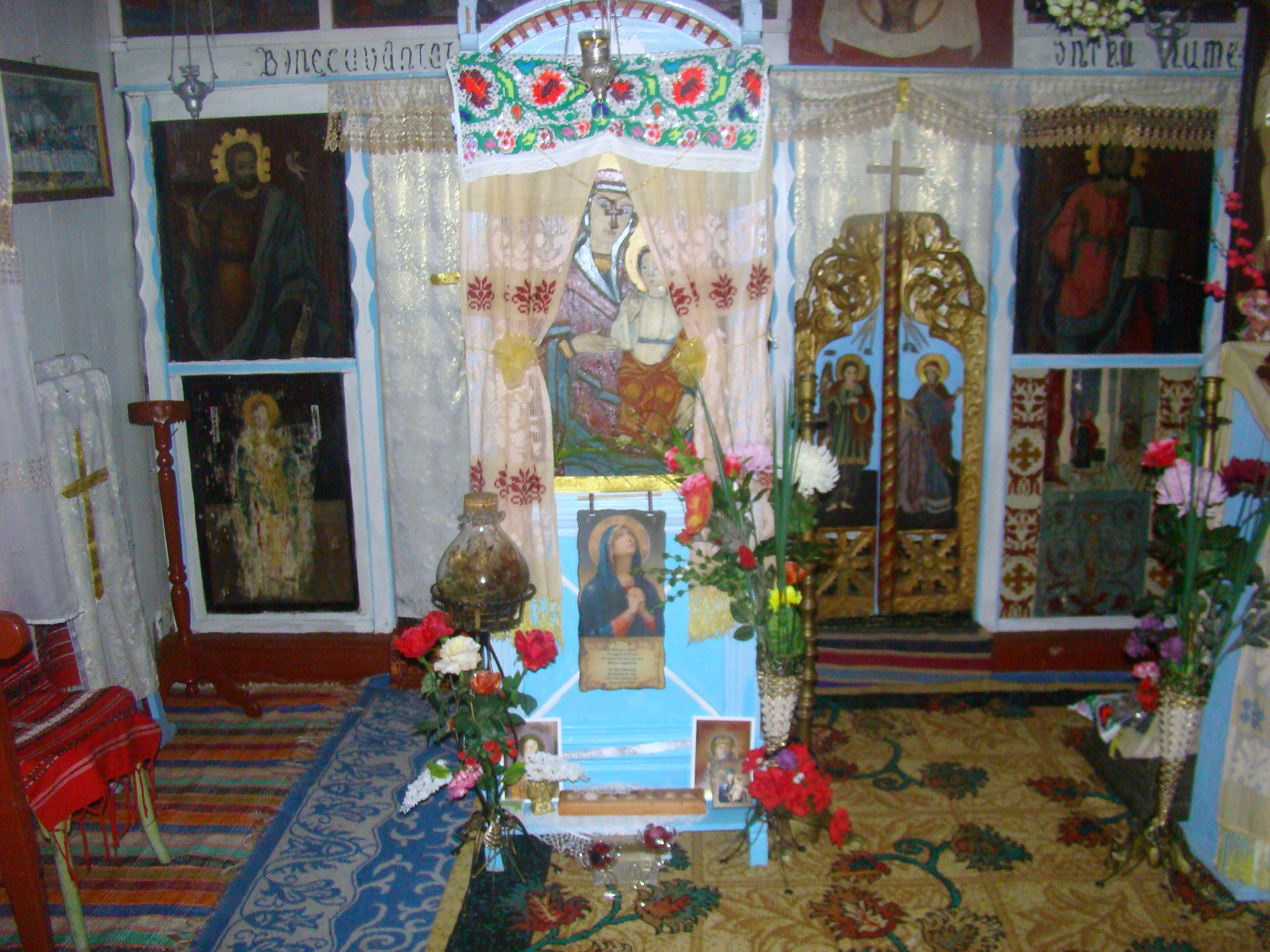
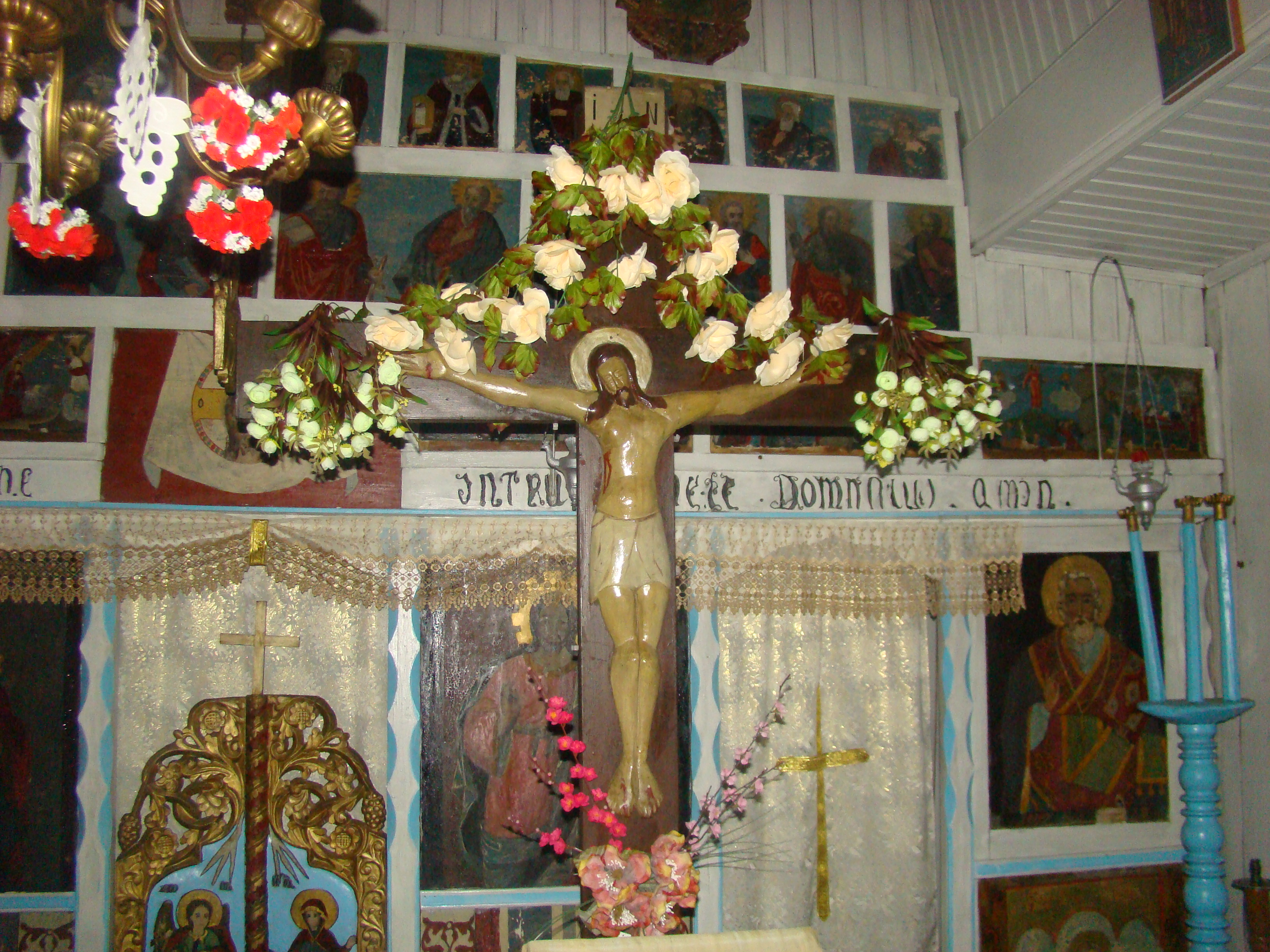
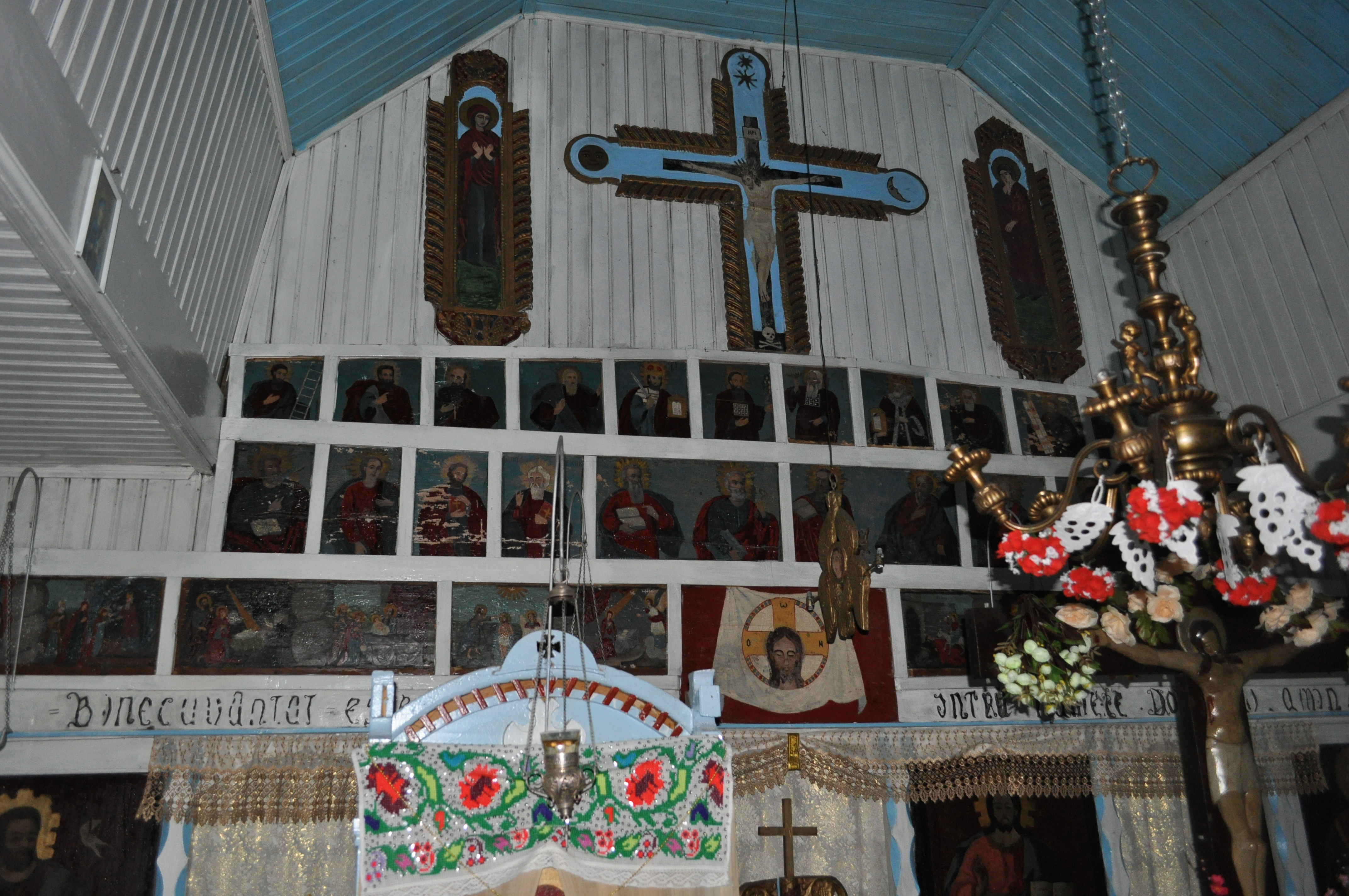
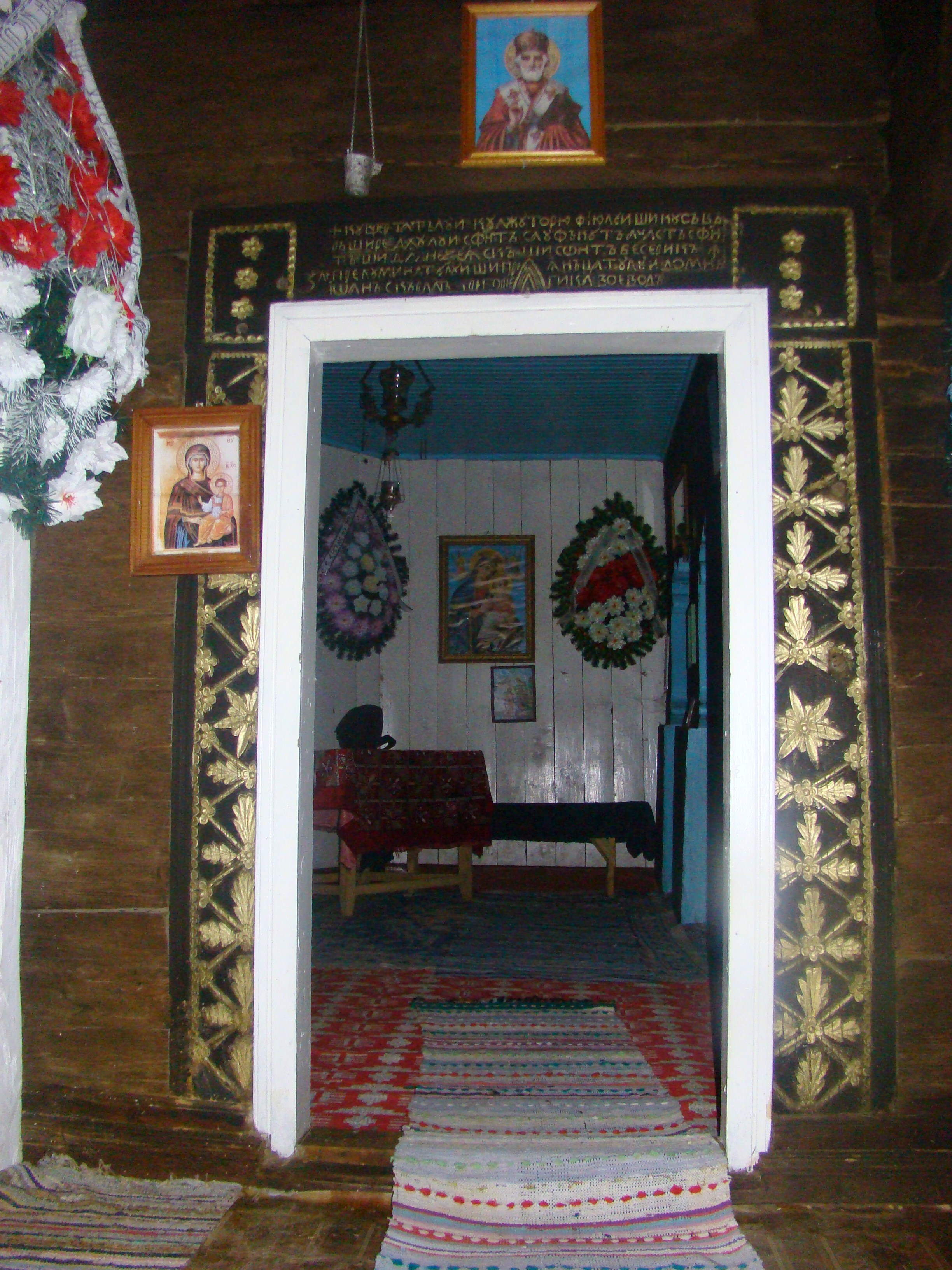
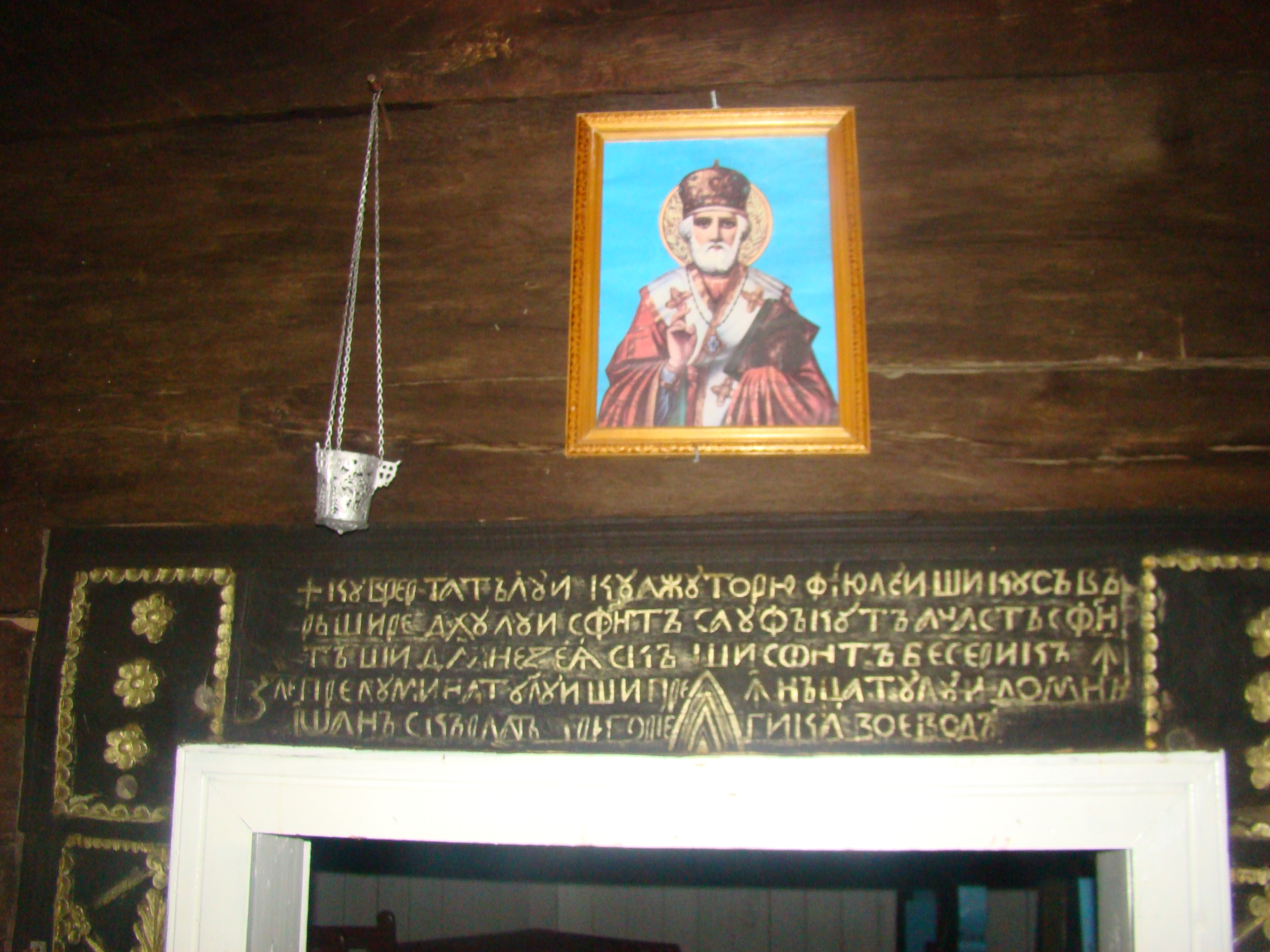
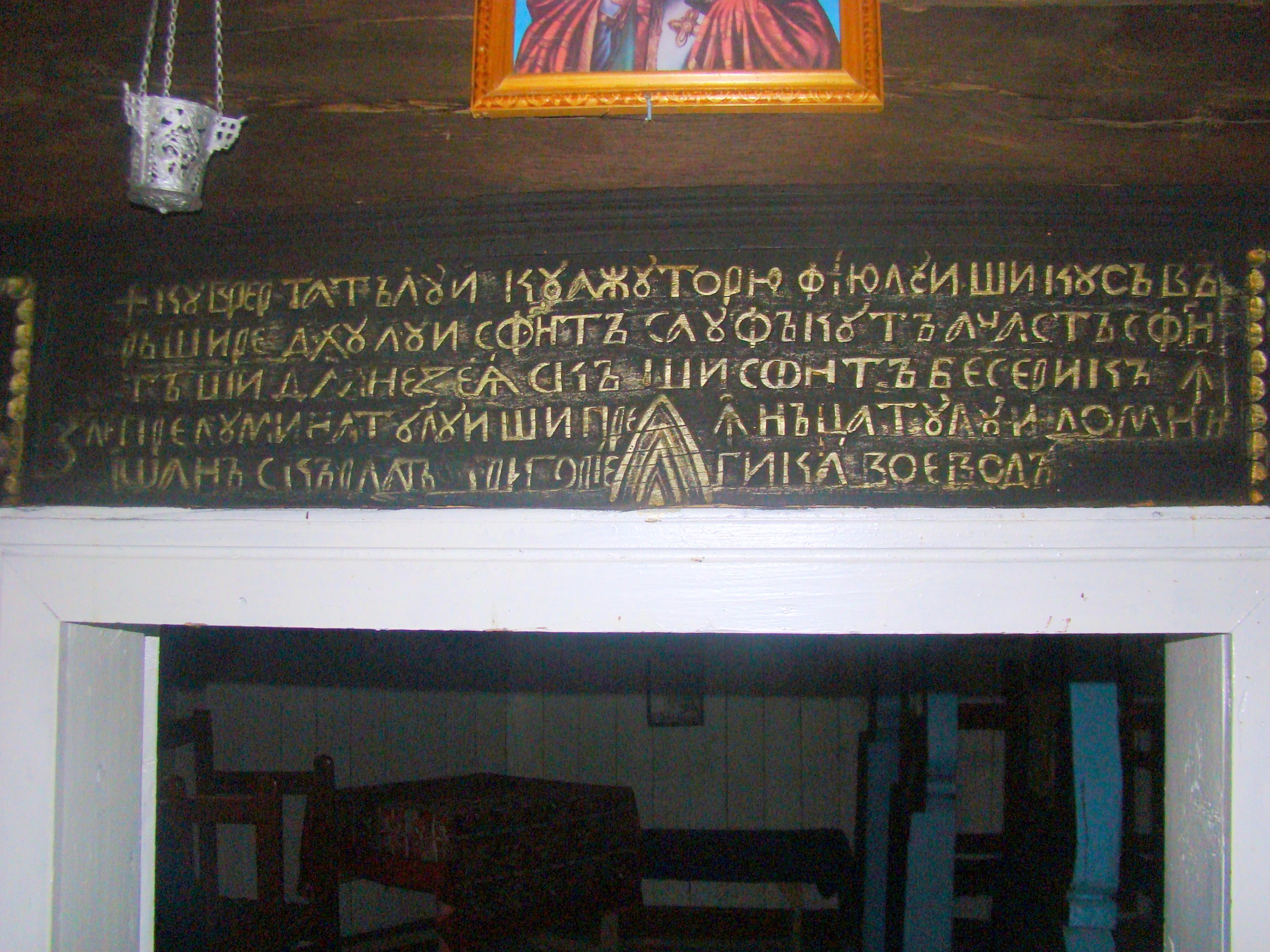
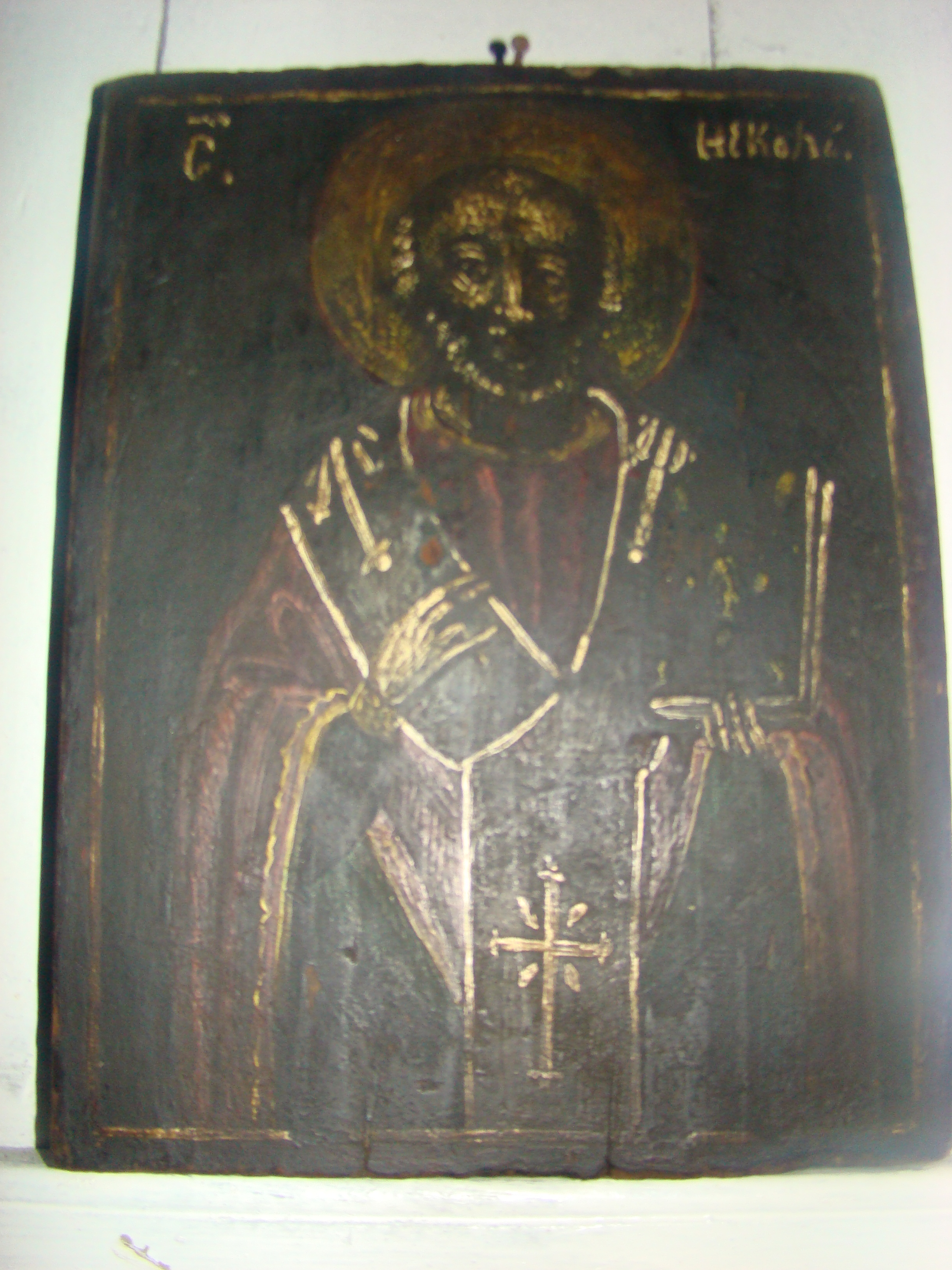
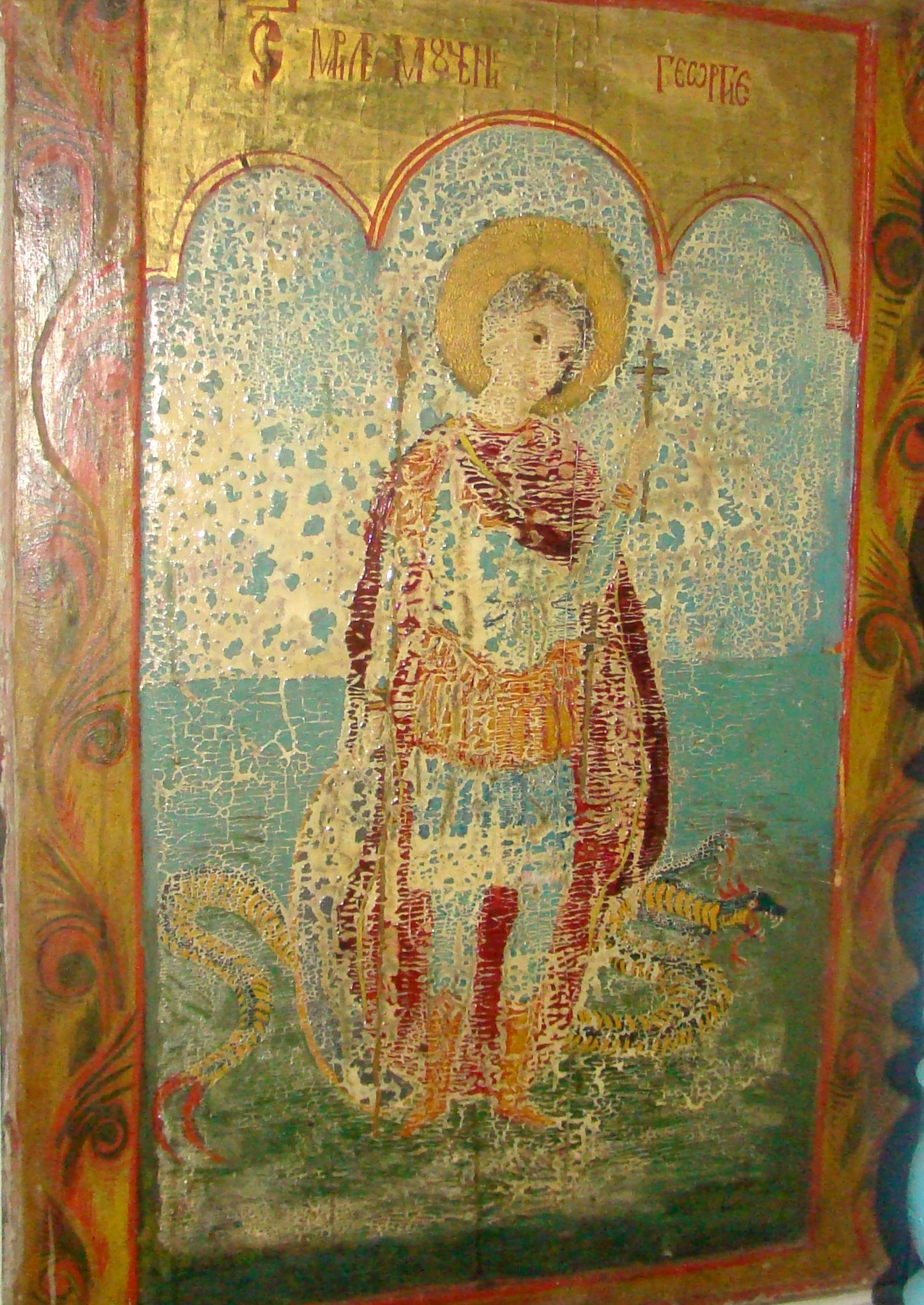
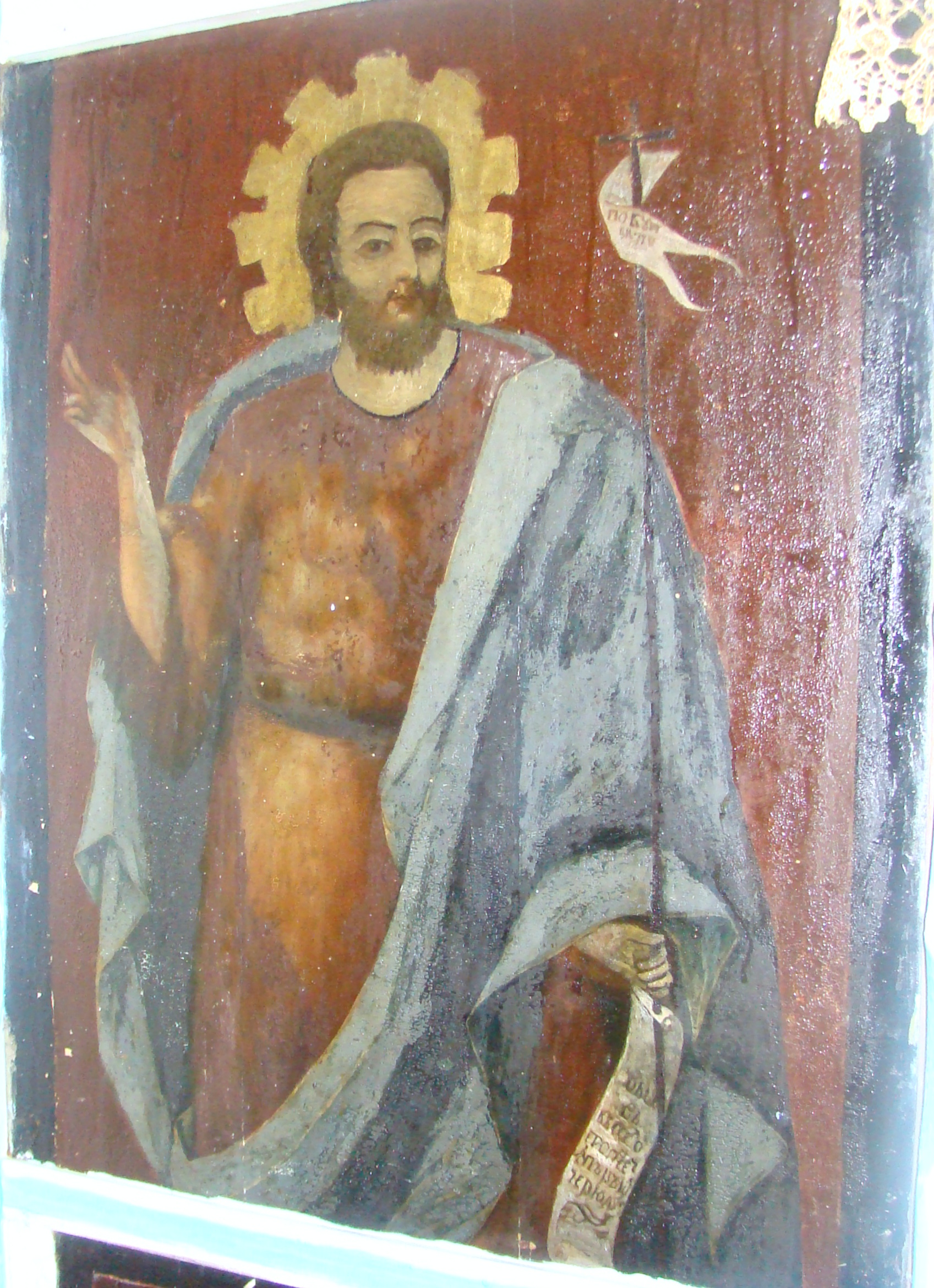
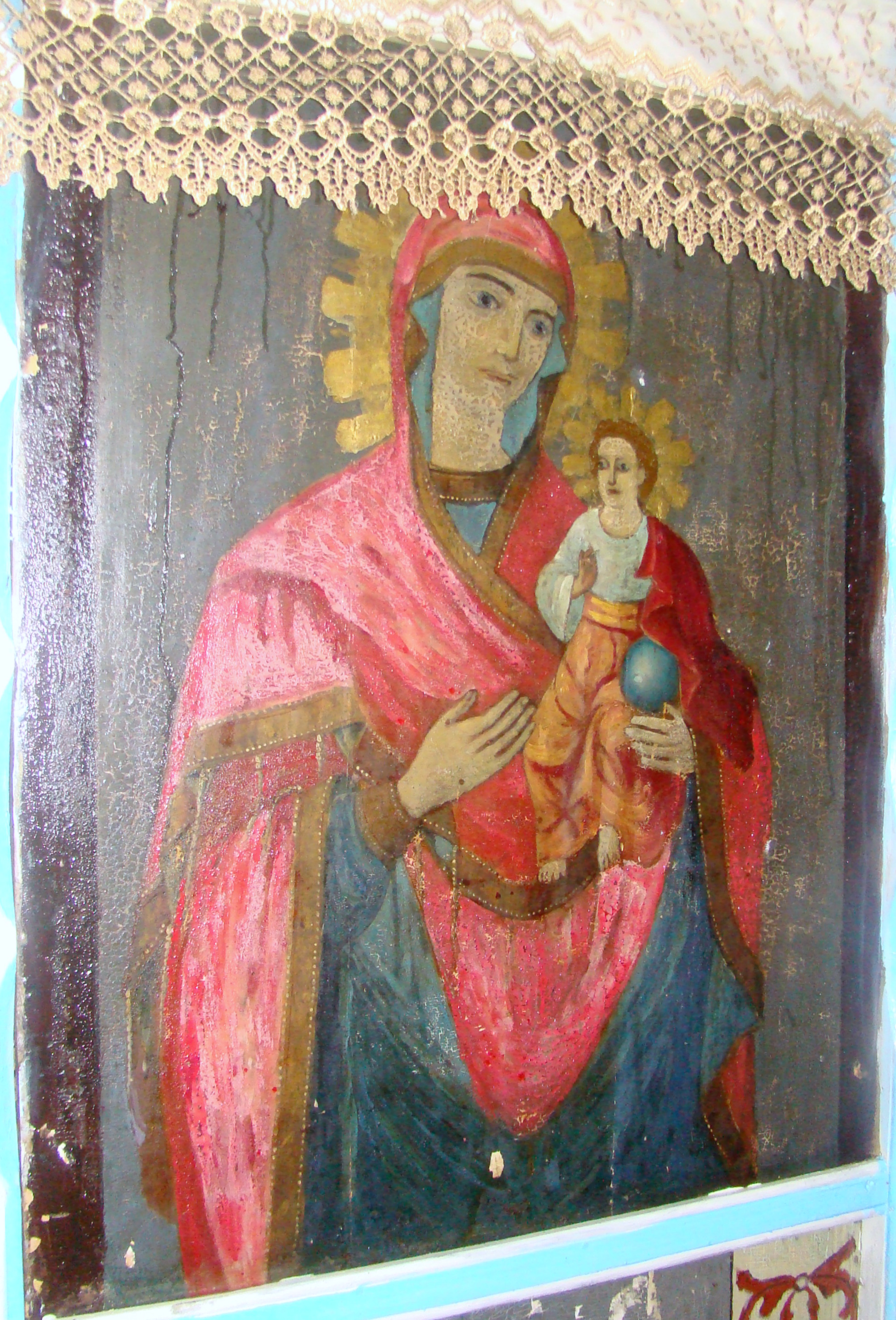
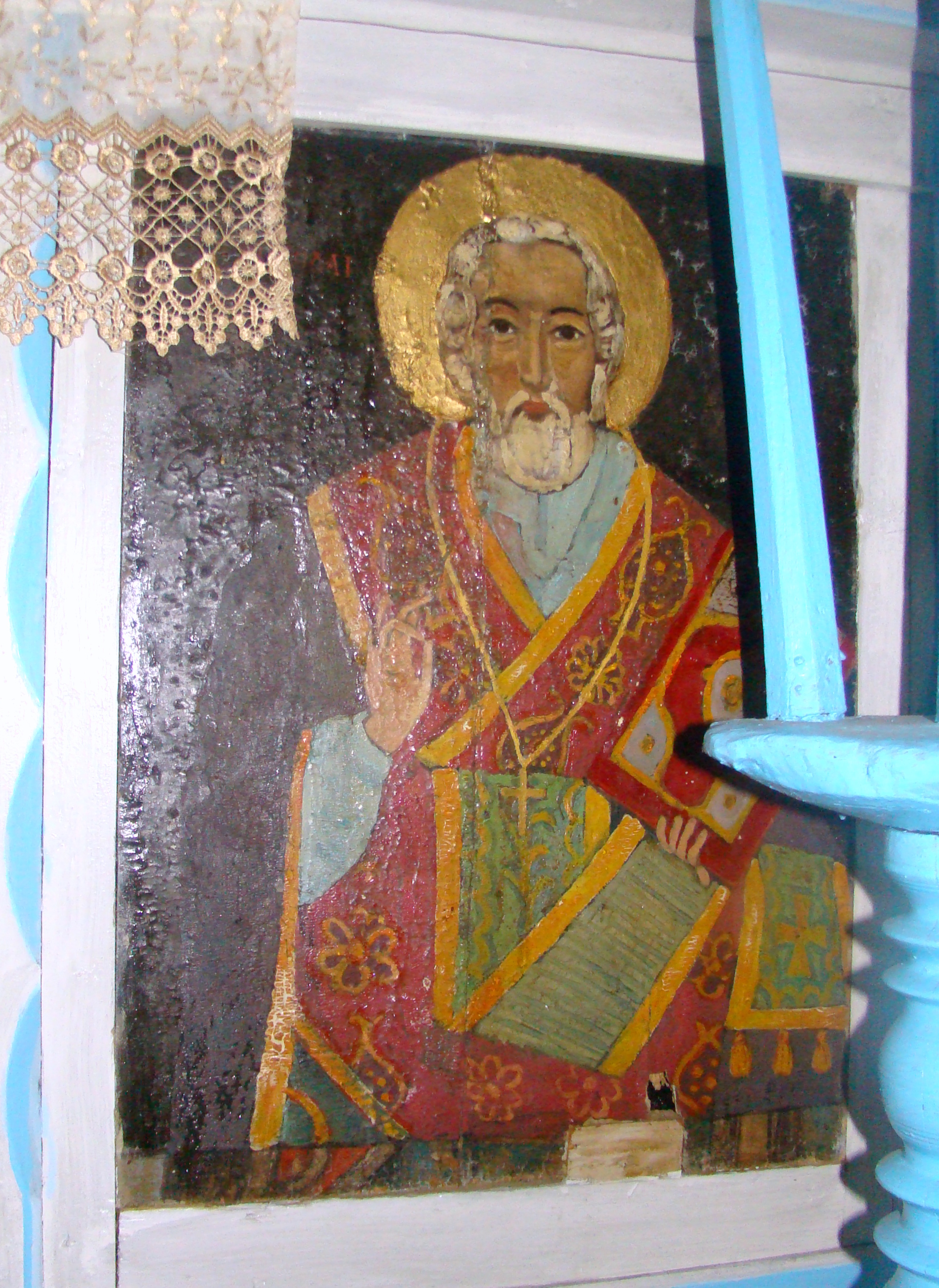
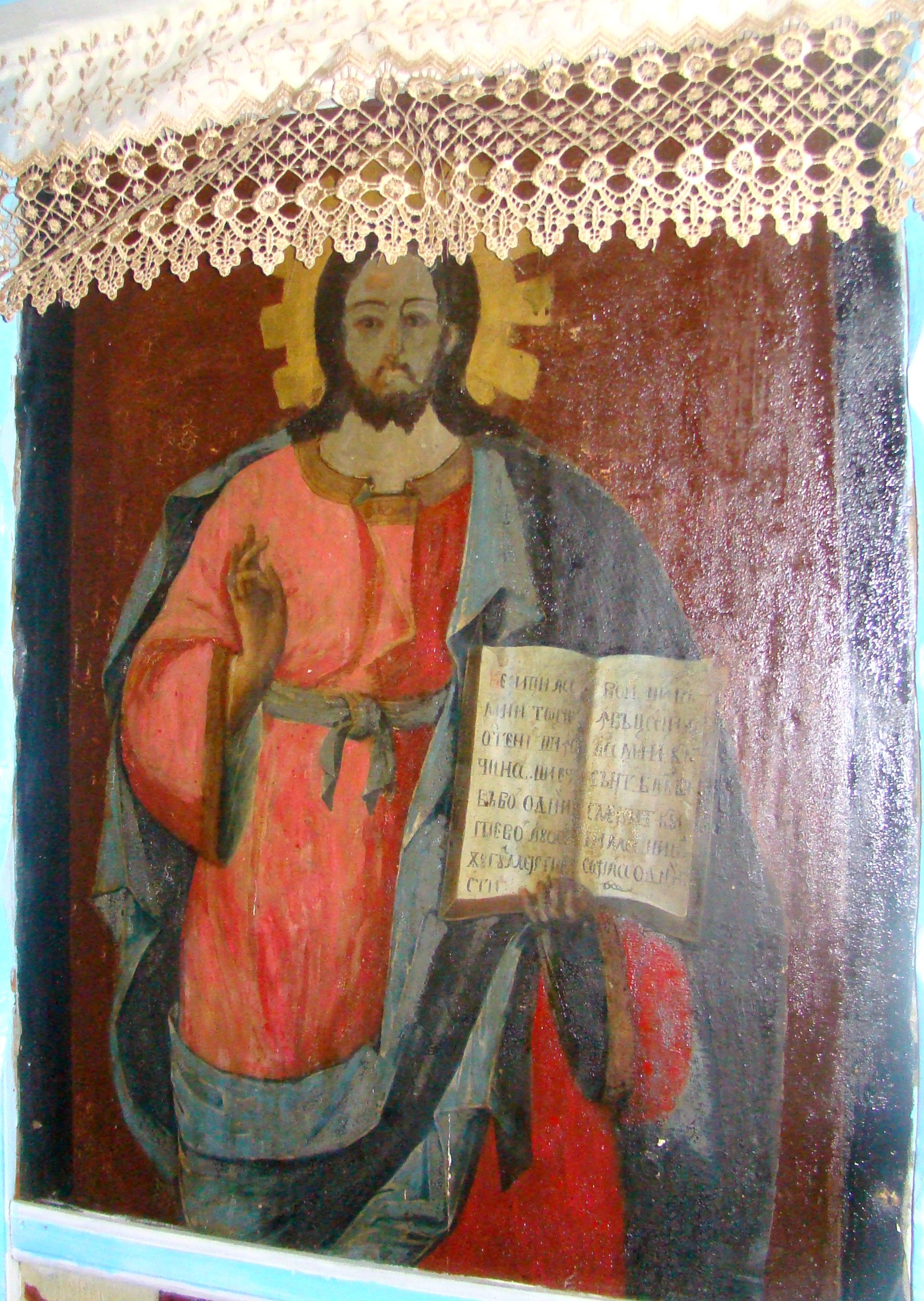
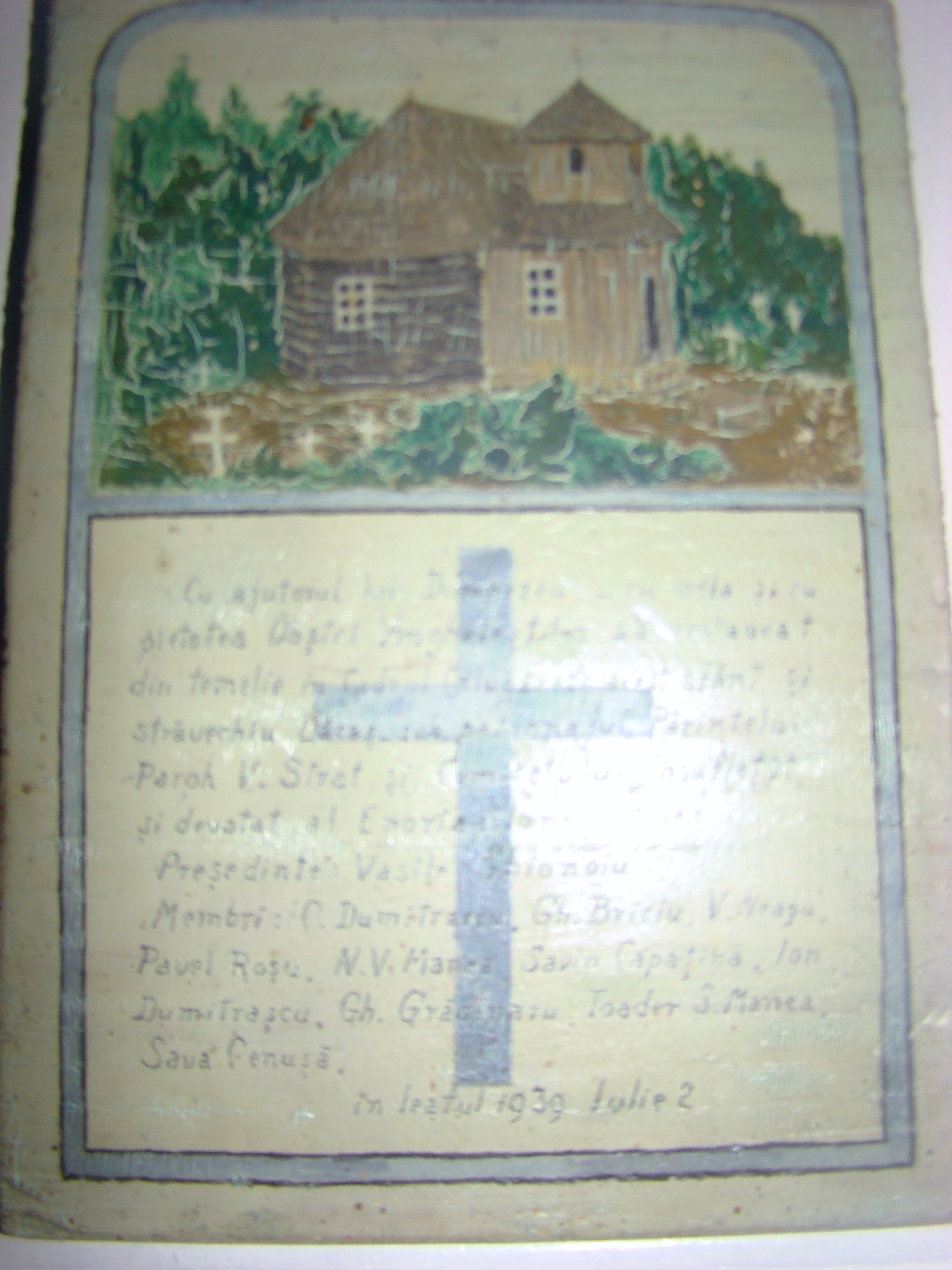
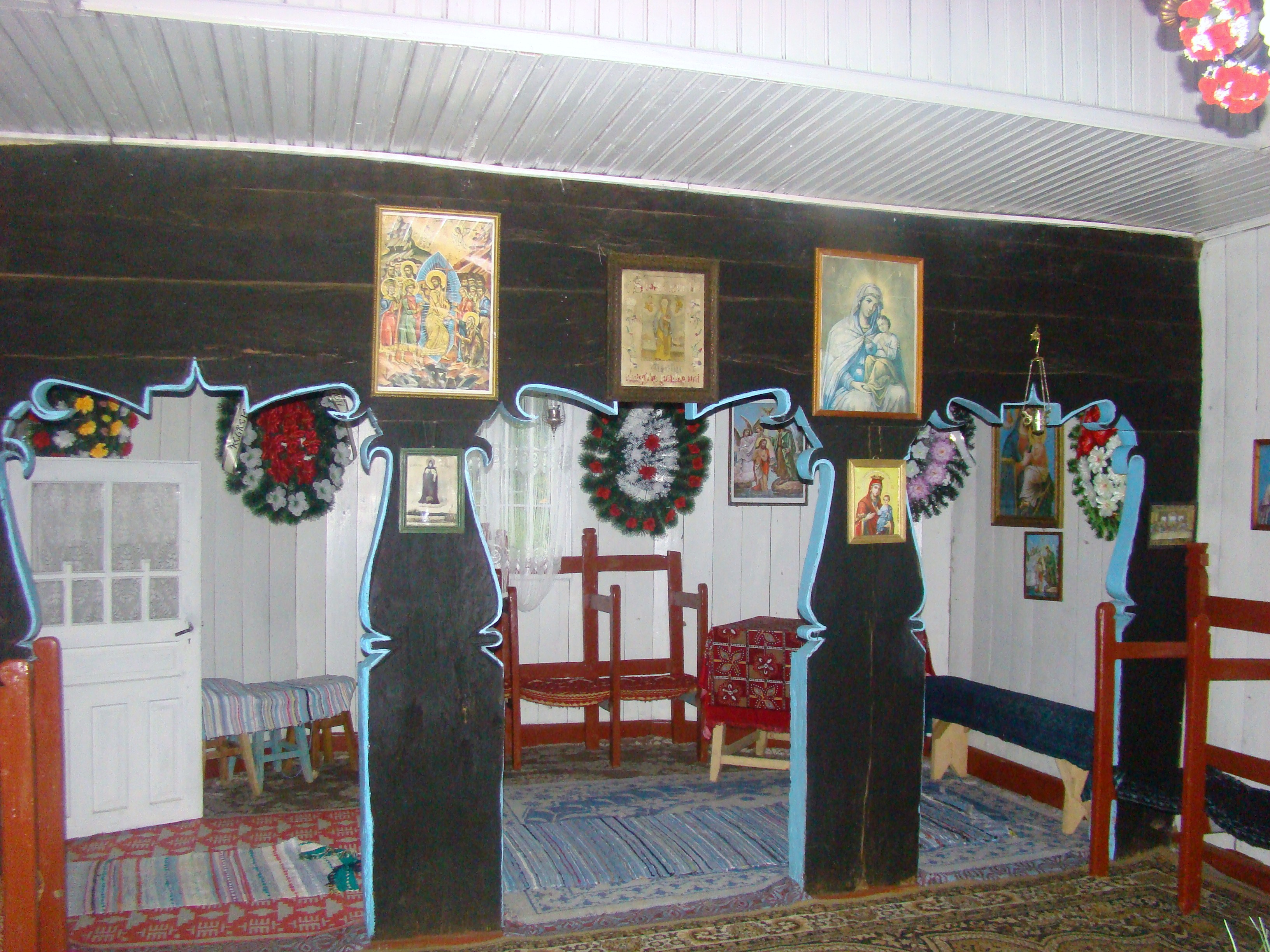
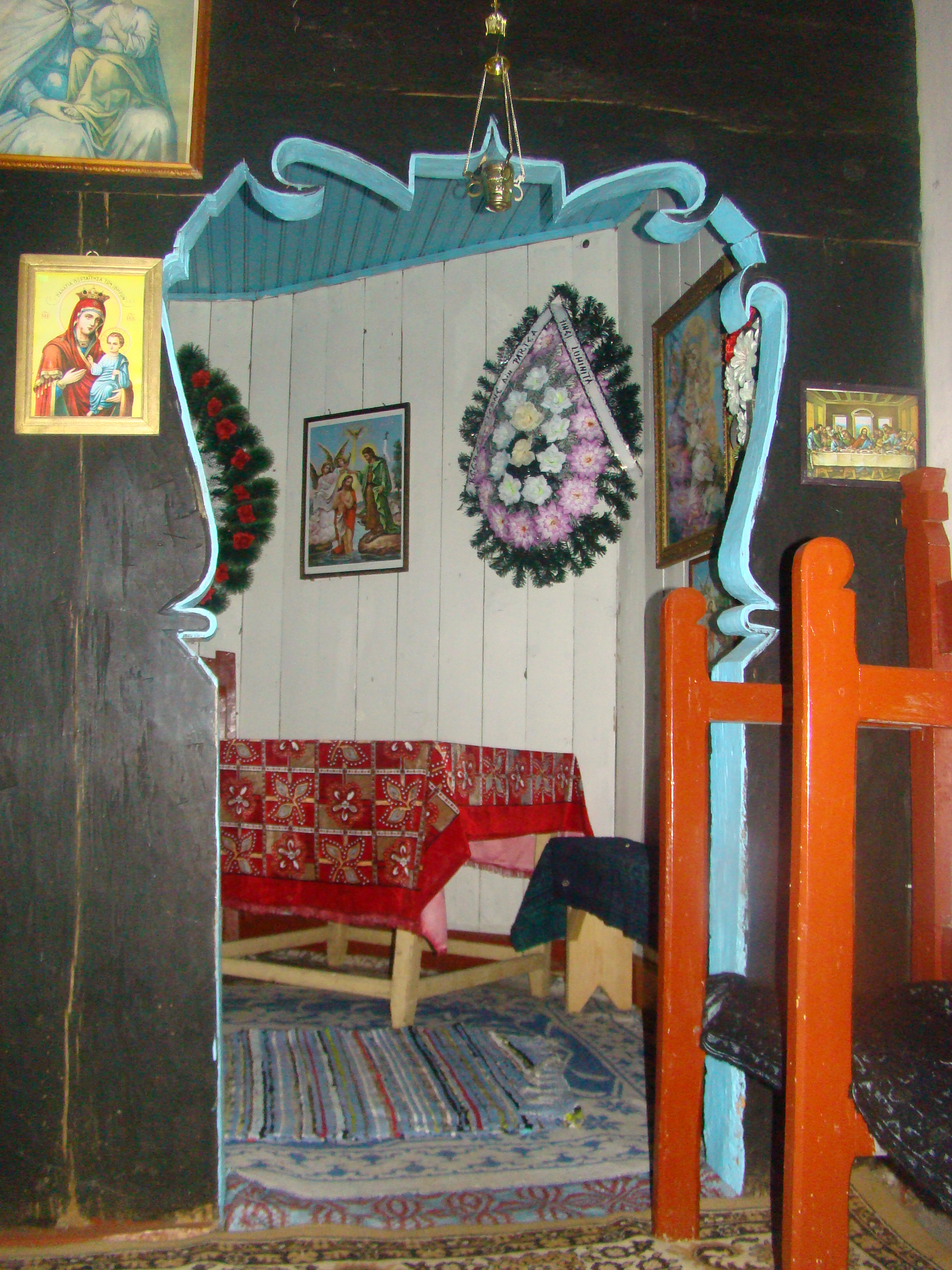